# Wedgwood

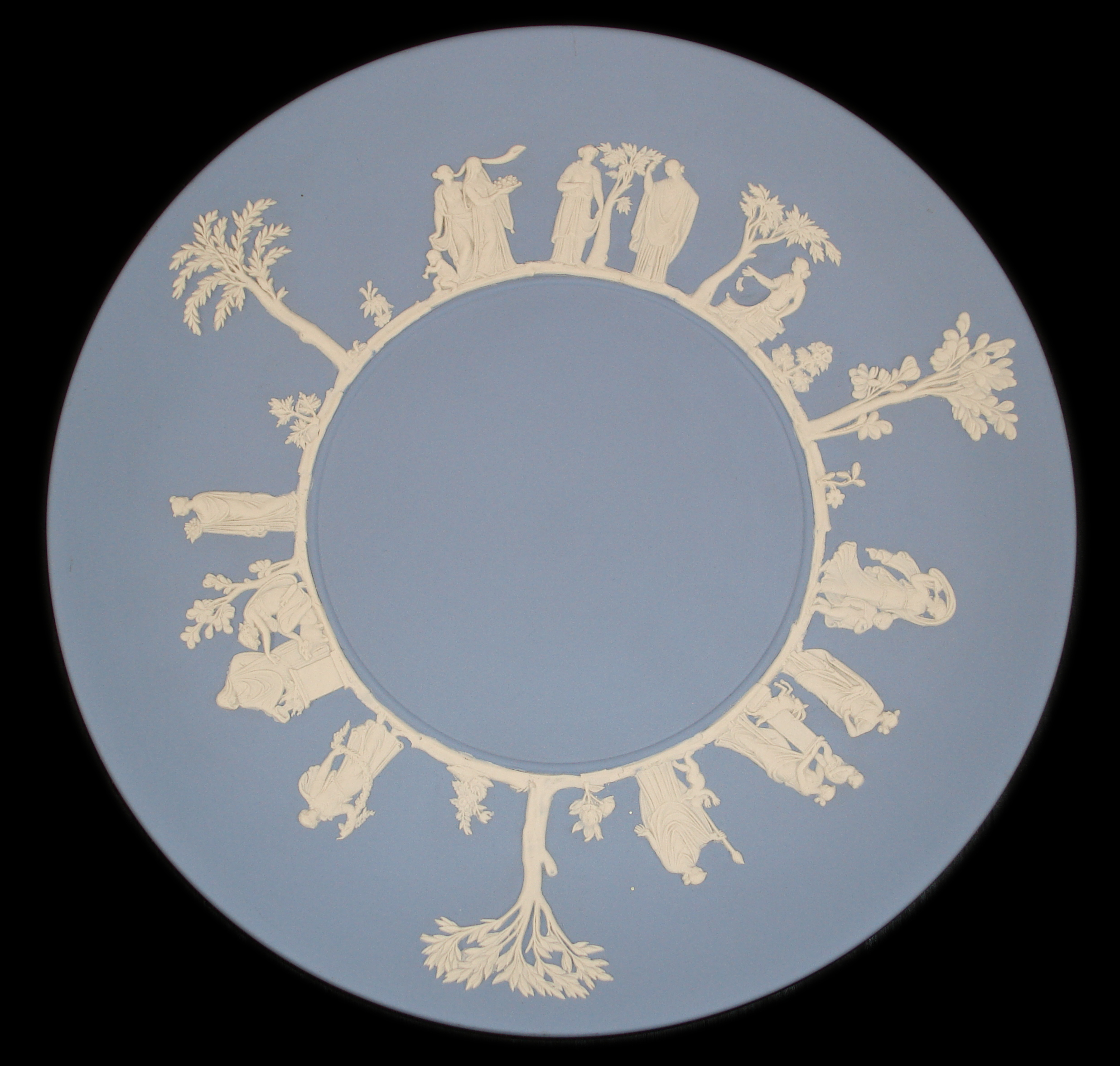
Plato típico de jaspe (gres) de color "azul Wedgwood" con relieves de ramitas blancas.

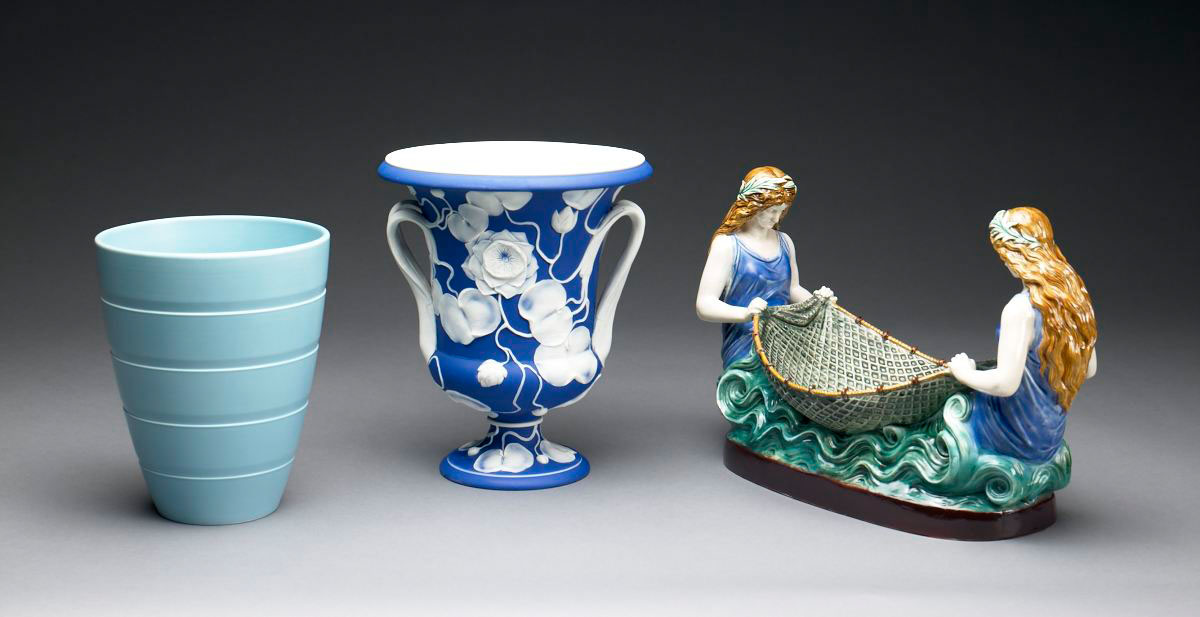
Piezas de Wedgwood (de izquierda a derecha): c. 1930, c. 1950, 1885.

Wedgwood es un fabricante inglés de porcelana fina, porcelana y accesorios de lujo que fue fundado el 1 de mayo de 1759 por el alfarero y empresario Josiah Wedgwood y se constituyó por primera vez en 1895 como Josiah Wedgwood and Sons Ltd. Tuvo un éxito rápido y pronto se convirtió en uno de los mayores fabricantes de cerámica de Staffordshire, "una empresa que ha hecho más para difundir el conocimiento y mejorar la reputación del arte cerámico británico que cualquier otro fabricante", exportando a toda Europa hasta Rusia y a las Américas. Tuvo especial éxito en la producción de loza fina y gres que, aunque considerablemente menos costosos, fueron aceptados como equivalentes en calidad a la porcelana (que Wedgwood fabricó sólo más tarde).
Wedgwood se asocia especialmente con el gres Jasperware "de pasta seca" (sin esmaltar) en colores contrastantes, y en particular con el "azul Wedgwood" y el blanco, siempre los colores más populares, aunque hay muchos otros. La empresa fabrica Jasperware de forma continua desde 1775 y también es muy imitada. Sin embargo, en el siglo XVIII, fue la porcelana de mesa en refinada loza color crema la que representó la mayor parte de las ventas y ganancias.
A finales del siglo XIX, volvió a ser líder en diseño e innovación técnica, además de continuar fabricando muchos de los estilos más antiguos. A pesar de la creciente competencia local en sus mercados de exportación, el negocio continuó floreciendo en el siglo XIX y principios del XX, permaneciendo en manos de la familia Wedgwood, pero después de la Segunda Guerra Mundial comenzó a contraerse, junto con el resto de la industria cerámica inglesa.
Después de comprar varias otras empresas de cerámica de Staffordshire, en 1987 Wedgwood se fusionó con Waterford Crystal para crear Waterford Wedgwood plc, un grupo de marcas de lujo con sede en Irlanda. En 1995 Wedgwood recibió una Orden Real de la Reina Isabel II, y la empresa apareció en una serie de BBC Four titulada Handmade by Royal Appointment junto con otros titulares de órdenes como Steinway, John Lobb Bootmaker y House of Benney. Después de una compra en 2009 por parte de KPS Capital Partners, una firma de capital privado con sede en Nueva York, el grupo pasó a ser conocido como WWRD Holdings Limited, una sigla de "Waterford Wedgwood Royal Doulton". Esta fue adquirida en julio de 2015 por Fiskars, una empresa finlandesa de bienes de consumo.

## Historia temprana

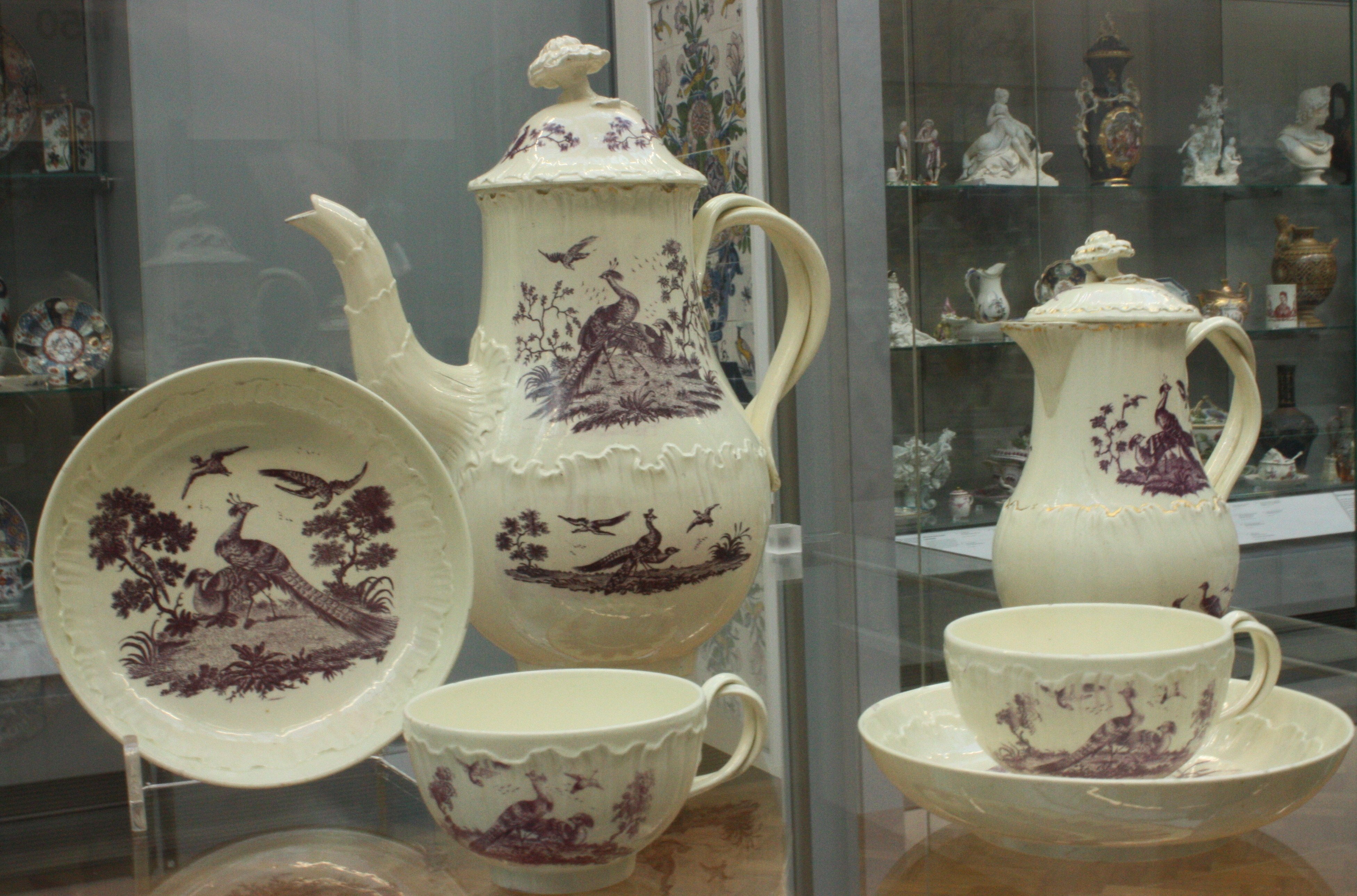
Un servicio de té y café Wedgwood en cerámica color crema con impresión por transferencia. c. 1775, Victoria & Albert Museum, con el motivo "Aves de Liverpool". Artículos de moda pero relativamente baratos como estos fueron la columna vertebral del éxito inicial de Wedgwood.

Josiah Wedgwood (1730–1795) provenía de una familia establecida de alfareros y se formó con su hermano mayor. Trabajó en asociación con el importante alfarero Thomas Whieldon desde 1754 hasta 1759, cuando un nuevo esmalte cerámico verde que había desarrollado le animó a emprender un nuevo negocio por su cuenta. Sus familiares le alquilaron la Ivy House en Burslem, Stoke-on-Trent, y su matrimonio con Sarah Wedgwood, una prima lejana con una dote considerable, lo ayudó a lanzar su nueva empresa.
Wedgwood dirigió "un extenso y sistemático programa de experimentación", y en 1765 creó una nueva variedad de loza cremosa, una fina loza esmaltada, que fue el material principal utilizado para sus vajillas a partir de entonces. Ese mismo año, después de que le proporcionara un juego de té para doce niños, la reina Carlota dio permiso oficial para llamarlo «Queen's Ware» (a partir de 1767). Esta nueva forma, perfeccionada como loza perlada blanca (a partir de 1780), se vendió muy bien en toda Europa y América. Tenía la ventaja adicional de ser relativamente ligero, lo que permitía ahorrar costes de transporte y aranceles de importación en los mercados extranjeros. Causó considerables trastornos a los fabricantes de loza y cerámica de Delft europeas, que en aquel entonces eran las principales marcas europeas de vajilla; algunas dejaron de operar y otras adoptaron marcas de estilo inglés.
Wedgwood desarrolló una serie de innovaciones industriales adicionales para su empresa, en particular una forma de medir con precisión las temperaturas del horno y varios cuerpos cerámicos nuevos, incluidos los de gres de "cuerpo seco", "basalto negro" (hacia 1769), caneware y jasperware (década de 1770), todos diseñados para venderse sin esmaltar, como la "porcelana biscuit".

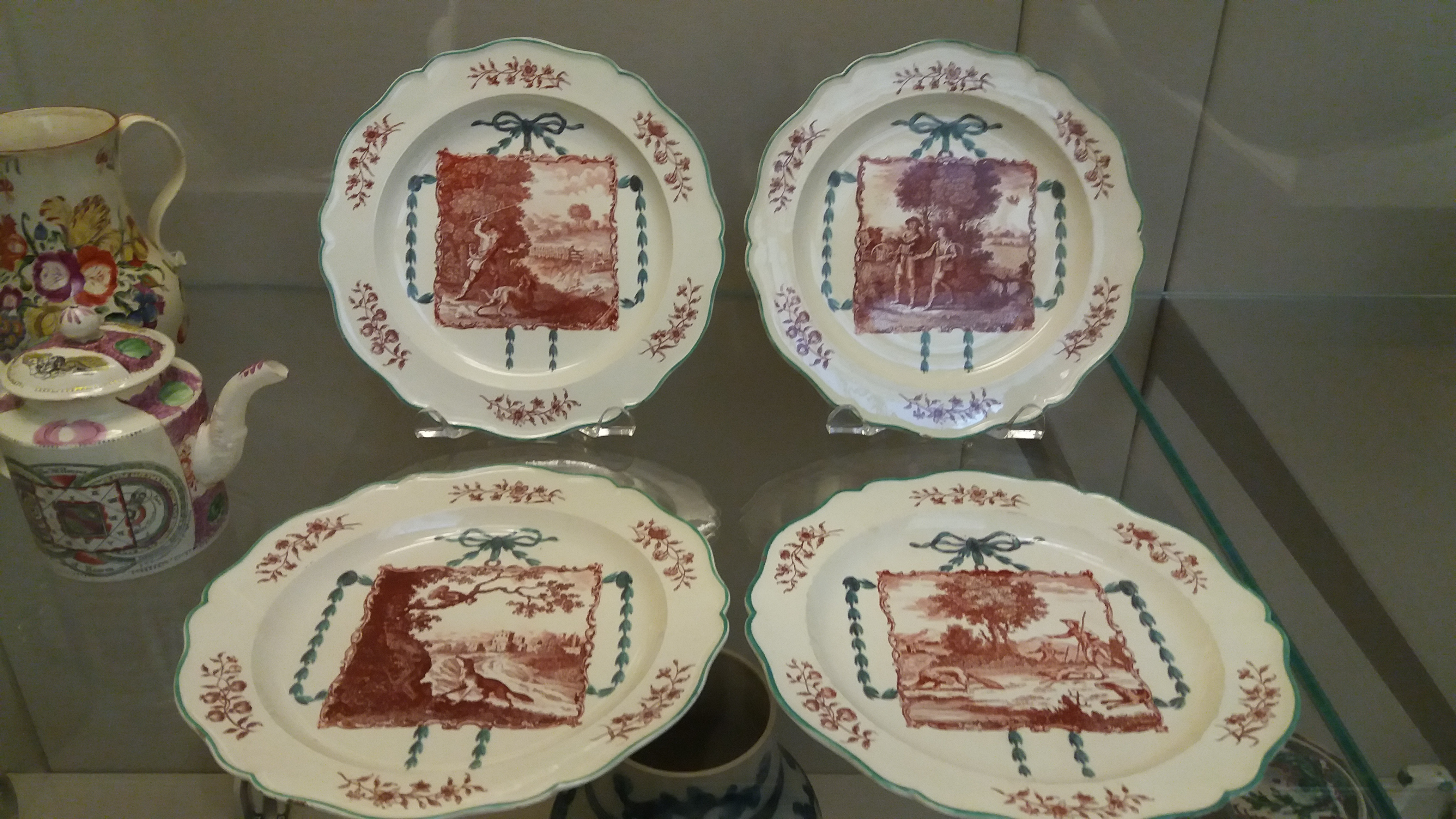
Cuatro platos de loza color crema, impresos por transferencia con historias de las Fábulas de Esopo, la otra decoración pintada a mano. década de 1770

En 1766, Wedgwood compró una gran propiedad en Staffordshire, a la que rebautizó como Etruria, que usaría como vivienda y fábrica a la vez; la fábrica Etruria Works produjo desde 1769, inicialmente artículos ornamentales, mientras que las vajillas "útiles" todavía se fabricaban en Burslem.
En 1769 Wedgwood estableció una sociedad con Thomas Bentley, quien pronto se mudó a Londres y dirigió las operaciones allí. Sólo los artículos "ornamentales", como jarrones, están marcados "Wedgwood & Bentley" y los que están así marcados tienen un nivel de calidad superior. La extensa correspondencia entre Wedgwood y Bentley, que provenía de una familia terrateniente, muestra que Wedgwood a menudo recurría a sus consejos sobre cuestiones artísticas. Wedgwood sintió profundamente la pérdida cuando Bentley murió en 1780.
El amigo un poco más joven de Wedgwood, William Greatbatch, había seguido una trayectoria profesional similar, formándose con Whieldon y luego fundando su propia empresa alrededor de 1762. Fue un excelente modelista, especialmente de moldes para vajillas, y probablemente hizo la mayoría de los primeros moldes de Wedgwood como contratista externo. Después de unos veinte años, la empresa de Greatbatch quebró en 1782, y en 1786 era empleado de Wedgwood, puesto que ocupó durante más de veinte años hasta que se jubiló en 1807, en condiciones generosas especificadas en el testamento de Wedgwood. En el primer período también parece haber actuado como agente de Wedgwood en viajes a Londres, y después del retiro de Wedgwood, de hecho, pudo haber administrado las obras de Etruria.

### Impresión por transferencia y pintura con esmalte

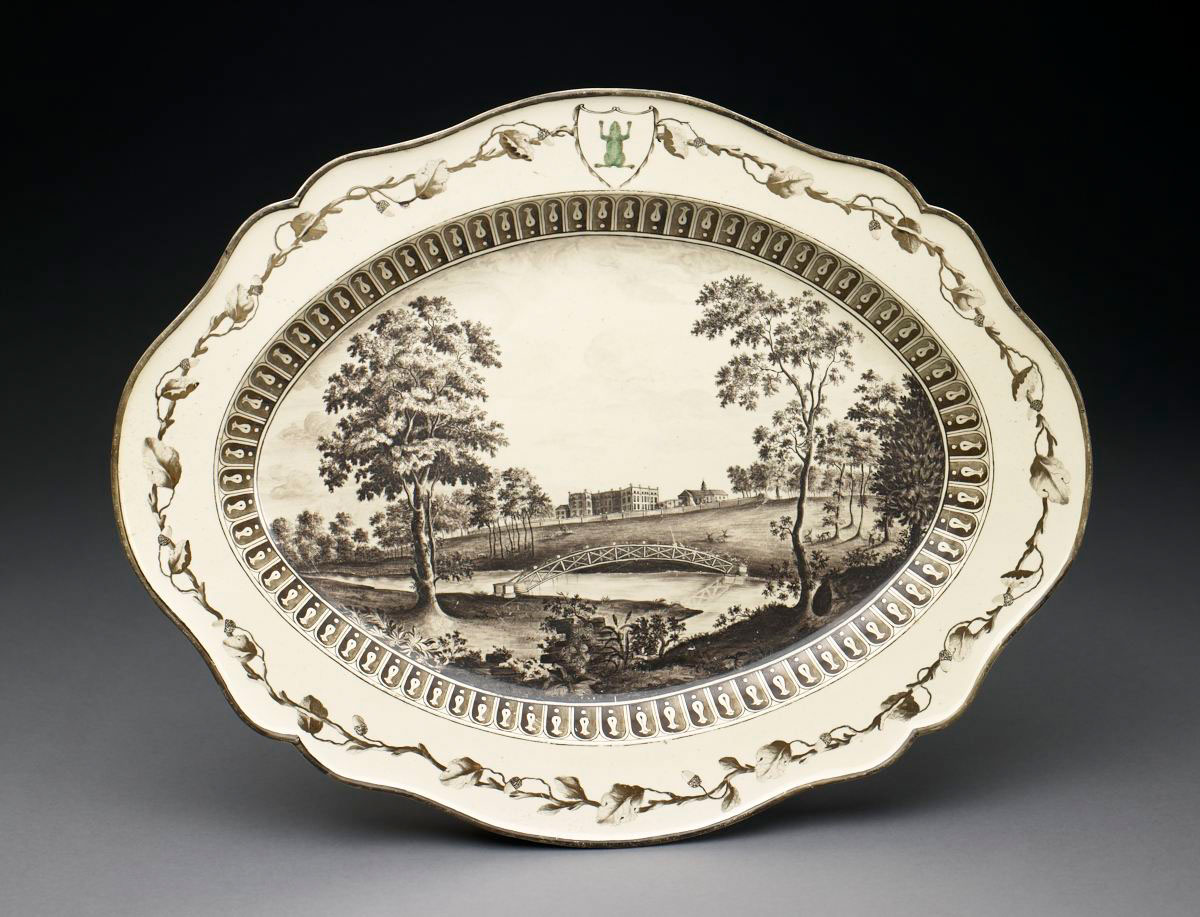
Plato para servir del Frog Service de Ditchley Park, Oxfordshire, c. 1774. Excepcionalmente, se trata de una loza de color crema con una elaborada vista pintada a mano.

Wedgwood fue uno de los primeros en adoptar la invención inglesa de la impresión por transferencia, que permitía realizar diseños impresos, durante mucho tiempo sólo en un color, que eran mucho más baratos que pintar a mano. Todavía se utilizaba la pintura a mano y a menudo se combinaban las dos técnicas, con bordes pintados que rodeaban una escena de figuras impresas. A partir de 1761, las mercancías se enviaban a Liverpool para que la firma especializada Sadler and Green las imprimiera; más tarde, esto se hacía internamente en Stoke.
A partir de 1769, Wedgwood mantuvo un taller de pintura de esmalte sobre cubierta a mano en Little Cheyne Row, Chelsea, Londres, donde era más fácil encontrar pintores expertos. Las piezas recibieron una segunda cocción ligera para fijar los esmaltes en un pequeño horno de mufla; este trabajo también se trasladó posteriormente a Stoke. También había una sala de exposición y una tienda en Portland House, 12 Greek Street, Soho, Londres. La pintura incluía patrones de bordes o bandas y motivos florales relativamente sencillos en la vajilla. Las escenas de figuras complicadas y los paisajes en esmaltes pintados generalmente se reservaban para los "adornos" más caros, como los jarrones, pero los artículos impresos por transferencia los tenían.
El Servicio de la Rana es un gran servicio de cena y postre realizado por Wedgwood para la emperatriz Catalina la Grande de Rusia y finalizado en 1774. El servicio constó de cincuenta cubiertos y se encargaron 944 piezas, 680 para la cena y 264 para el postre. Aunque Wedgwood ya realizaba impresiones por transferencia de muchos artículos de mesa, este estaba pintado enteramente a mano en Chelsea en monocromo, con vistas inglesas copiadas de grabados y dibujos; el aspecto final no era muy diferente al de la impresión por transferencia, pero cada imagen era única. También a petición de Catalina, cada pieza lleva una rana verde. Aunque Wedgwood cobró poco más de £2.700, apenas obtuvo ganancias, pero aprovechó el prestigio del encargo, exhibiendo el servicio en su sala de exposición de Londres antes de la entrega.

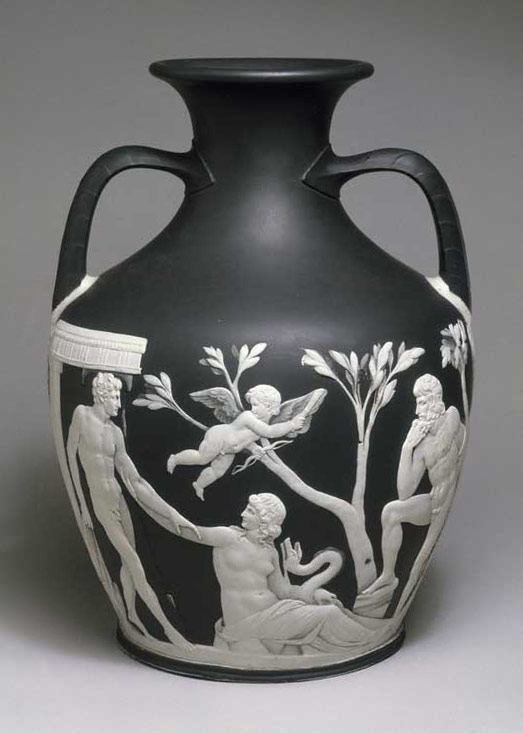
Jarrón Portland de Wedgwood, jaspe negro, c. 1790, copia del original de vidrio camafeo romano.

### Jasperware
El producto más conocido de Wedgwood es Jasperware, creado para parecerse al antiguo vidrio camafeo romano, imitando a su vez las gemas camafeo. El color más popular de Jasperware siempre ha sido el “azul Wedgwood” (un tono más oscuro a veces se llama “azul Portland”), una innovación que requirió experimentos con más de 3.000 muestras. En reconocimiento a la importancia de sus cuentas pirométricas, Josiah Wedgwood fue elegido miembro de la Royal Society en 1783. En los últimos años, la colección Wedgwood Prestige continuó vendiendo réplicas de los diseños originales, así como cerámica jaspeada de estilo neoclásico moderno.
Los principales motivos de Wedgwood en jaspe y otros tipos de cerámica de pasta seca eran diseños decorativos que estaban altamente influenciados por las culturas antiguas que se estudiaban y redescubrían en ese momento, especialmente a medida que Gran Bretaña expandía su imperio. Muchos motivos fueron tomados de mitologías antiguas: romana, griega y egipcia. Mientras tanto, la fiebre arqueológica atrapó la imaginación de muchos artistas. Nada podría haber sido más adecuado para satisfacer esta enorme demanda comercial que producir réplicas de artefactos antiguos. Entre 1787 y 1794, Wedgwood incluso dirigió un estudio en Roma, donde abundaban los jóvenes artistas neoclásicos que producían modelos de cera para relieves, a menudo según diseños enviados desde Inglaterra. El diseño más famoso es la copia de Wedgwood del Jarrón Portland, un famoso jarrón romano que hoy se encuentra en el Museo Británico y que le fue prestado a Wedgwood para que lo copiara.

### Otros greses de pasta seca
Wedgwood desarrolló otros tipos de cerámica de pasta seca, lo que significa que se vendían sin esmaltar. El primero de ellos fue lo que él llamó "basaltos", hoy más a menudo "loza de basalto negro" o simplemente loza de basalto, perfeccionado hacia 1769. Se trataba de un cuerpo resistente de color negro sólido, muy utilizado en estilos de renacimiento clásico. Wedgwood desarrolló un atractivo gres rojizo que llamó rosso antico ("rojo antiguo"). Este a menudo se combinaba con basalto negro. A esto le siguió la cerámica de caña o bambú, del mismo color que el bambú y a menudo modelada para parecer como si los objetos estuvieran hechos de la planta; introducida por primera vez en 1770, pero utilizada principalmente entre 1785 y 1810.

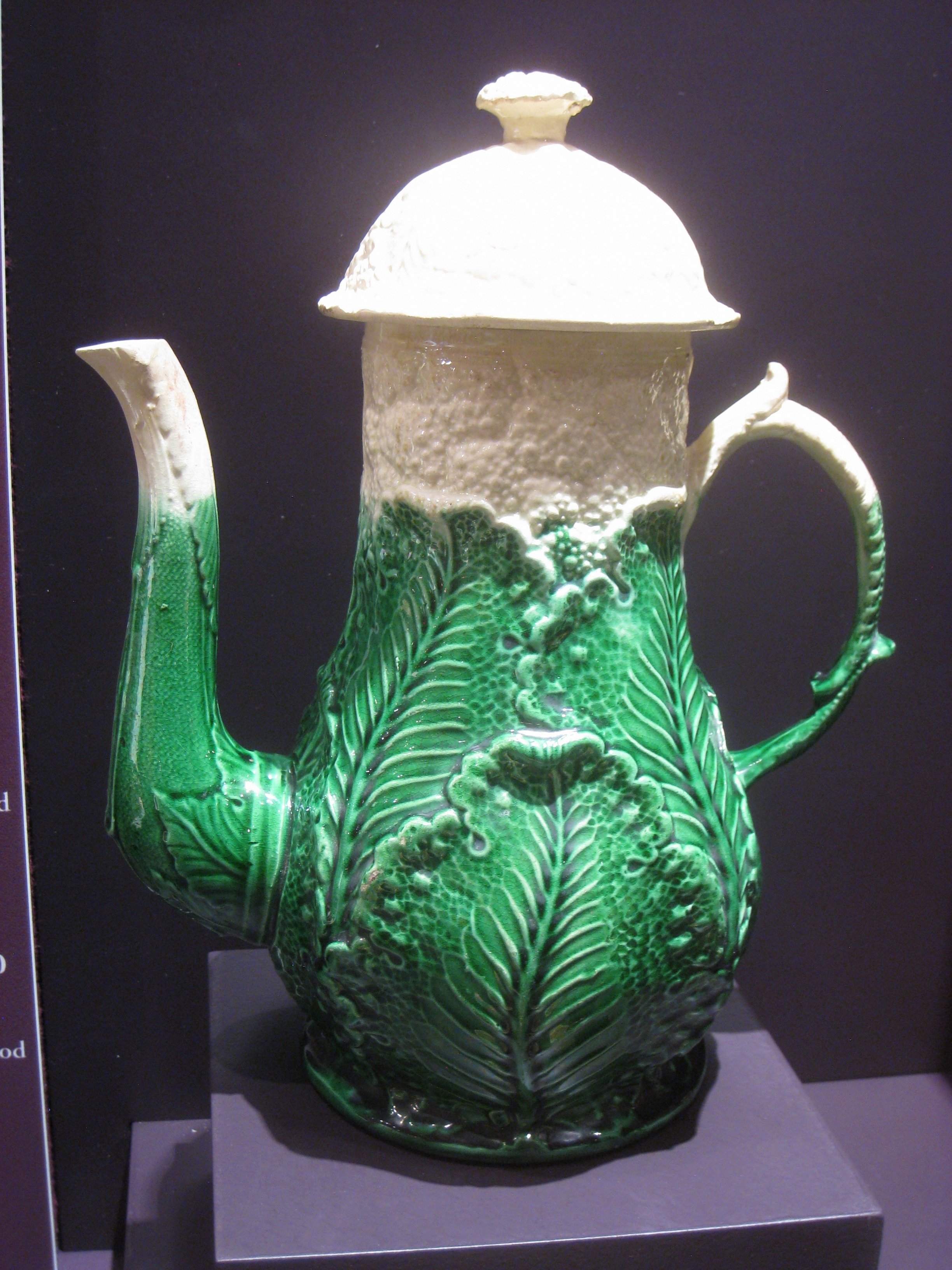
Cafetera de coliflor, con esmalte de plomo verde de Wedgwood, c. 1760, Thomas Whieldon y Josiah Wedgwood
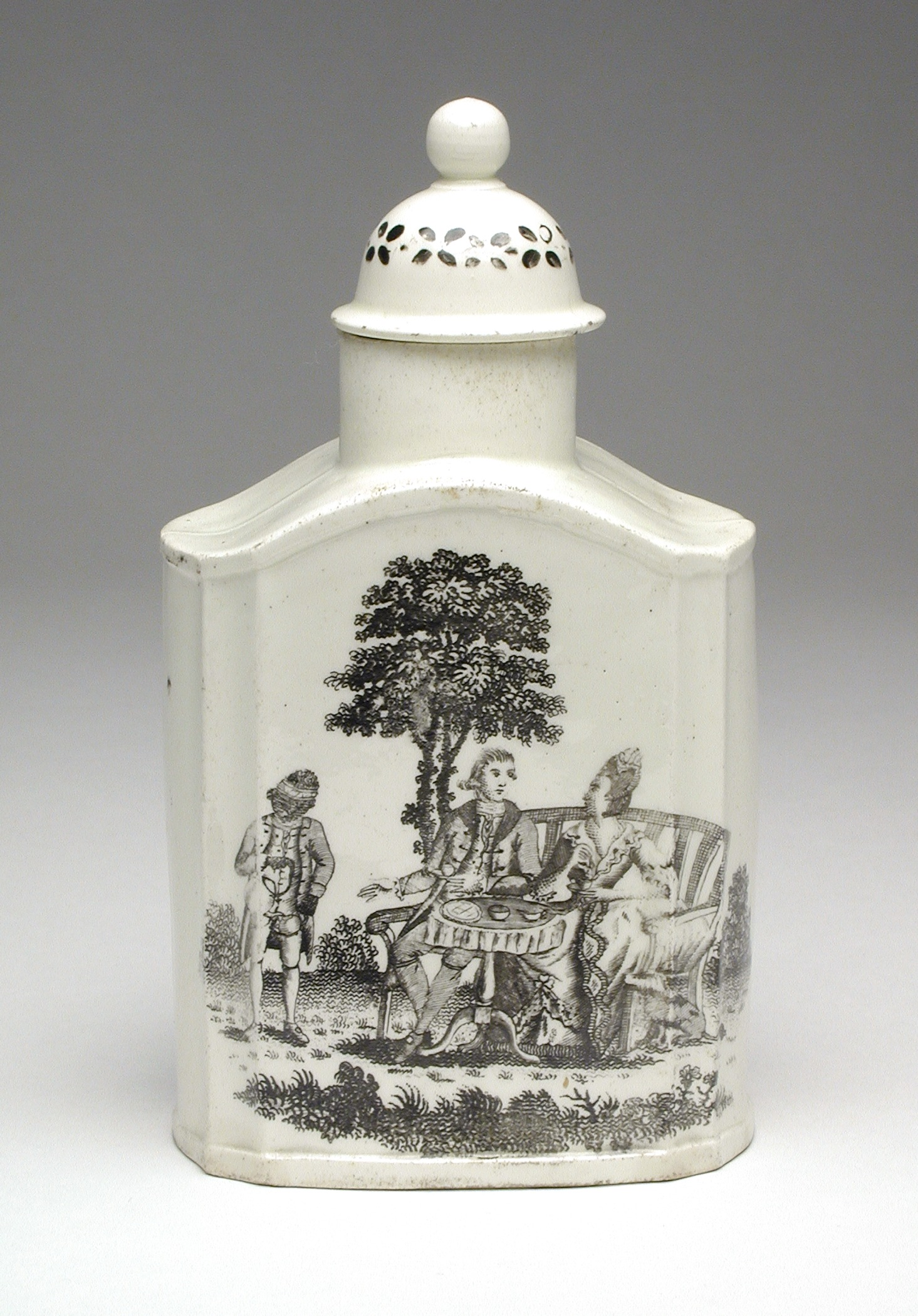
Caja de té, c. 1770, impresión por transferencia de Sadler y Green.
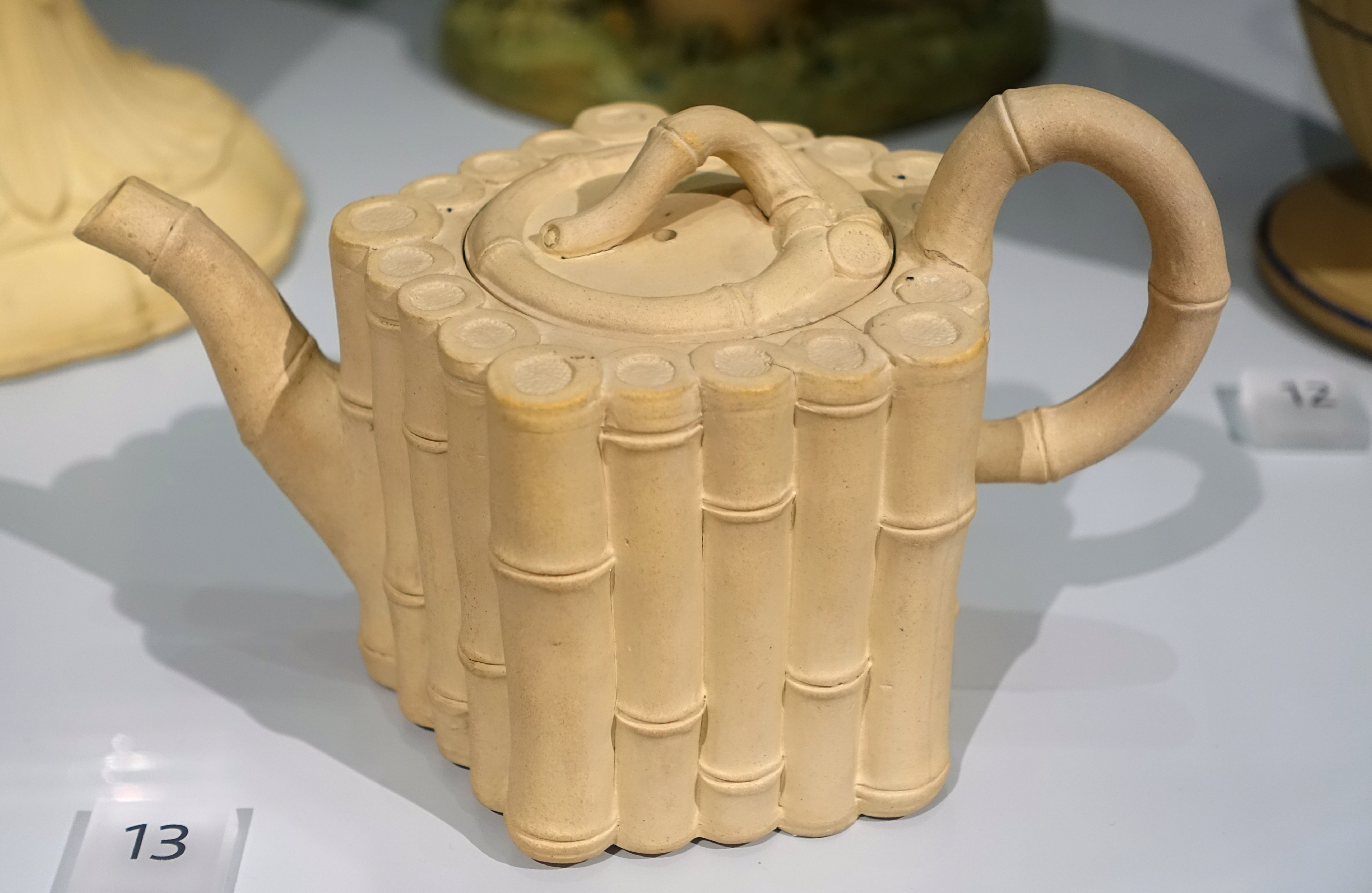
Tetera de Caneware, 1779-1780
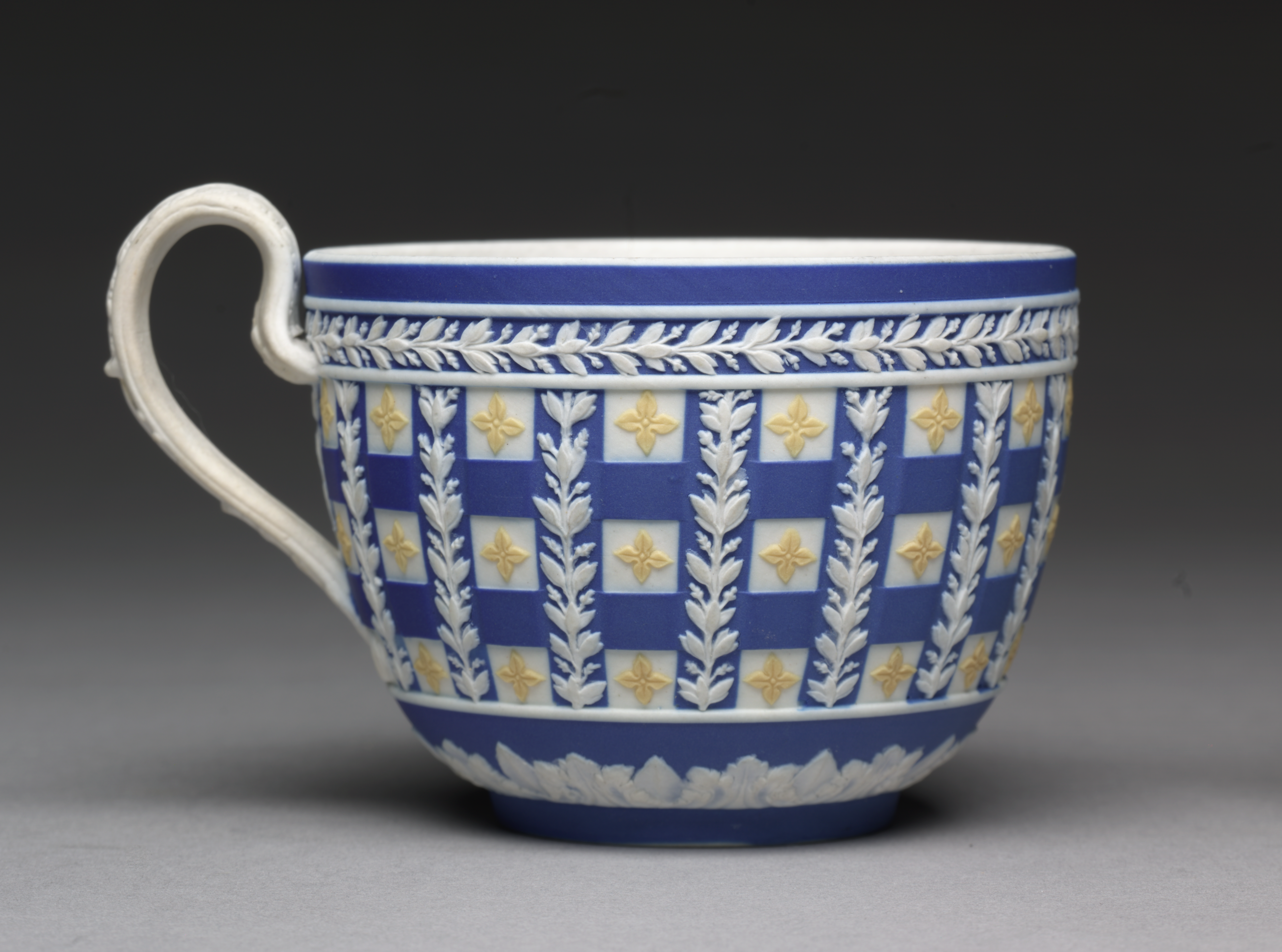
Taza de té de loza jaspeada, c. 1784

### Figuras

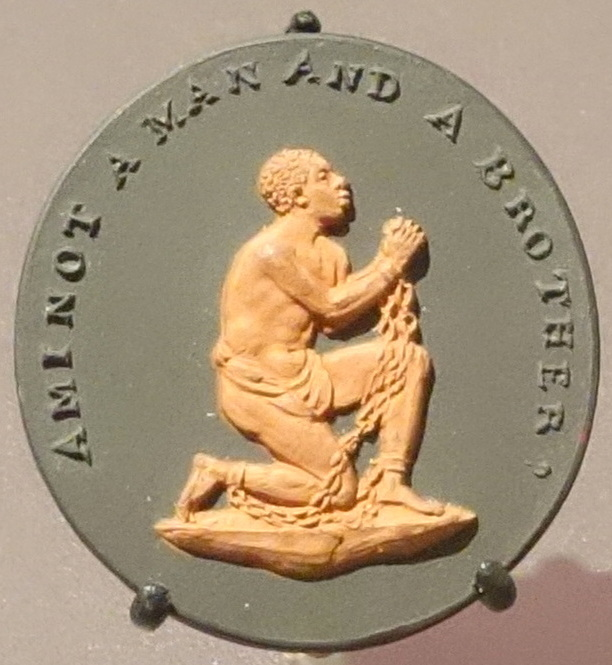
¿No soy un hombre y un hermano ? medallón, c. 1786

Por lo general, Wedgwood evitaba el tipo típico de figuras de Staffordshire: figuras de pie de personas o animales hechas de loza blanca, que hacia 1770 solían estar pintadas con colores brillantes, aunque a veces se vendían en blanco esmaltado. Estas imitaban con bastante éxito las figuras de porcelana iniciadas por la porcelana de Meissen, un estilo que hacia 1770 se producía en la mayoría de las fábricas de porcelana del continente y de Gran Bretaña. Aunque el precio y la calidad de las figuras de Staffordshire cayeron drásticamente después de 1820, en el siglo XVIII muchas seguían estando bien modeladas y cuidadosamente pintadas.[cita requerida]
En lugar de ello, Wedgwood se concentró en figuras más escultóricas y produjo muchos bustos o pequeñas placas con retratos en relieve de celebridades, ambos tipos de alta calidad. Los temas eran generalmente notablemente serios: políticos y miembros de la realeza, científicos y escritores famosos. Muchos eran pequeños, con la forma ovalada habitual en los retratos en miniatura pintados; otros eran más grandes. Probablemente estaban destinados generalmente a enmarcarse; muchos ejemplares aún conservan sus marcos.[cita requerida]
Muchos temas reflejaban las opiniones religiosas y políticas de Wedgwood, unitarias y algo radicales respectivamente, en particular lo que probablemente sea el relieve más conocido de Wedgwood, el diseño abolicionista ¿No soy un hombre y un hermano? , cuyo diseño básico generalmente se atribuye a Wedgwood, aunque otros dibujaron y esculpieron las versiones finales. Este libro apareció en muchos formatos impresos y en cerámica desde aproximadamente 1786, y se distribuyó ampliamente y a menudo se regaló.

Además, placas de distintos tamaños, la mayoría de jaspe, captaron la moda del neoclasicismo, con una gran variedad de temas clásicos, pero evitando sobre todo la desnudez. Los más pequeños estaban destinados a ser colocados en joyas, a veces en acero por la fábrica de Matthew Boulton, y los tamaños más grandes podían enmarcarse para colgarse o insertarse en elementos arquitectónicos como repisas de chimeneas, molduras y muebles. Lo más pequeño de todo eran muchos diseños de botones.[cita requerida]

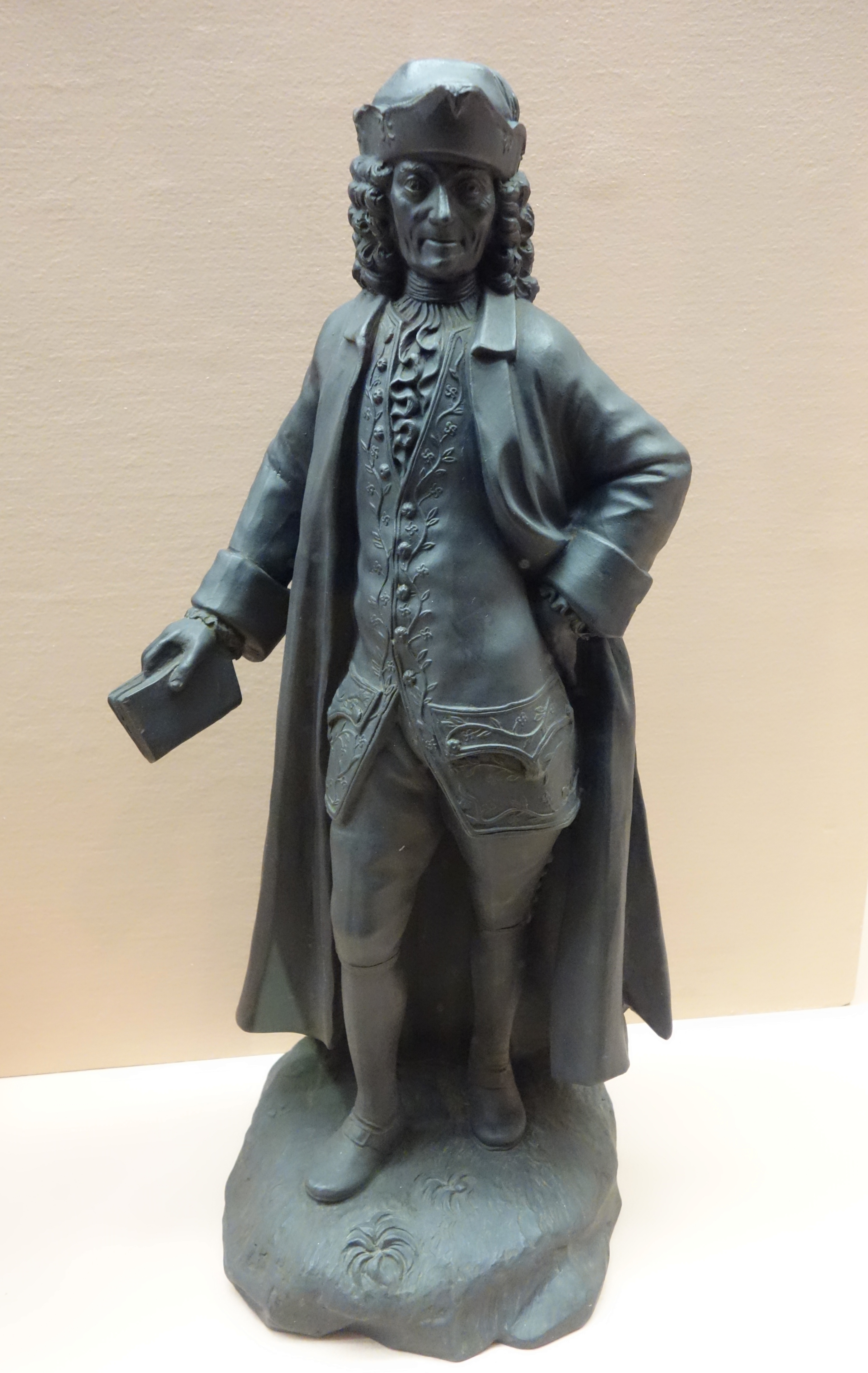
Voltaire en basalto negro, modelado por Anthony Keeling, c. 1779. Una de las relativamente pocas figuras de pie.
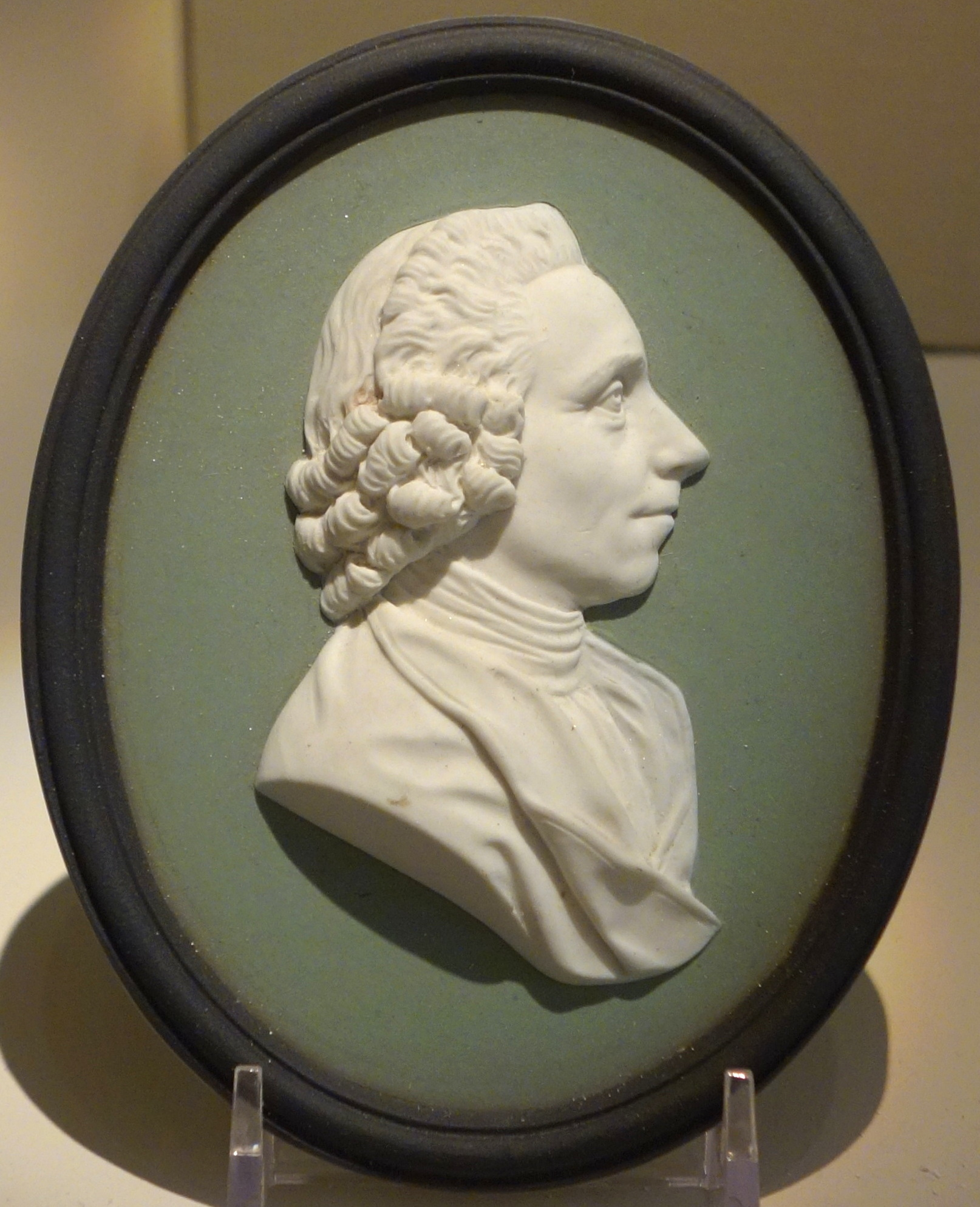
Placa con retrato en relieve de Joseph Priestley de Giuseppe Ceracchi, placa 10,5 x 8,2 cm; 4¼" x 3¼"
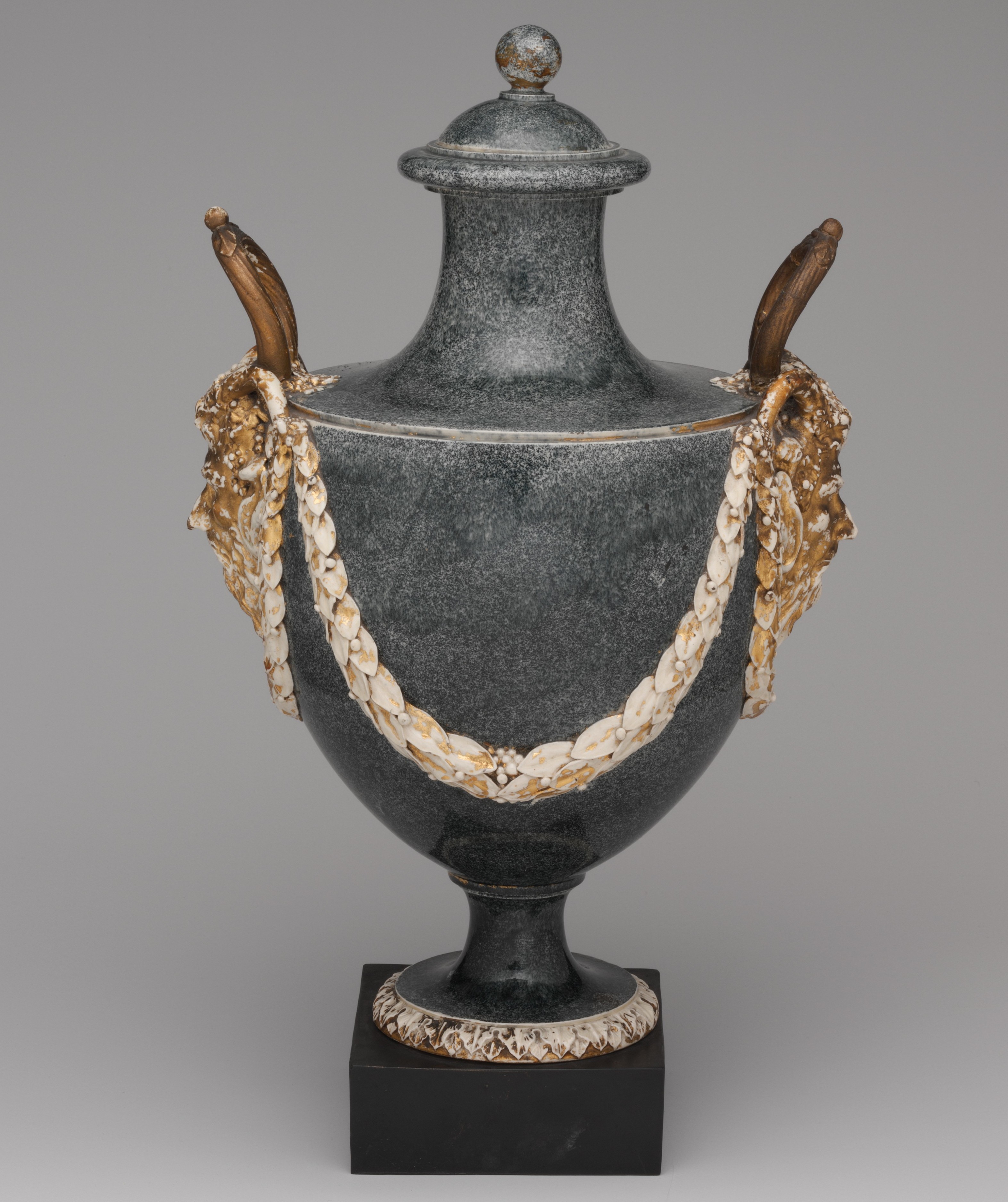
Gran jarrón, c. 1775 , Wedgwood & Bentley. Loza con efectos de pintura y dorado, ambos parcialmente desgastados.
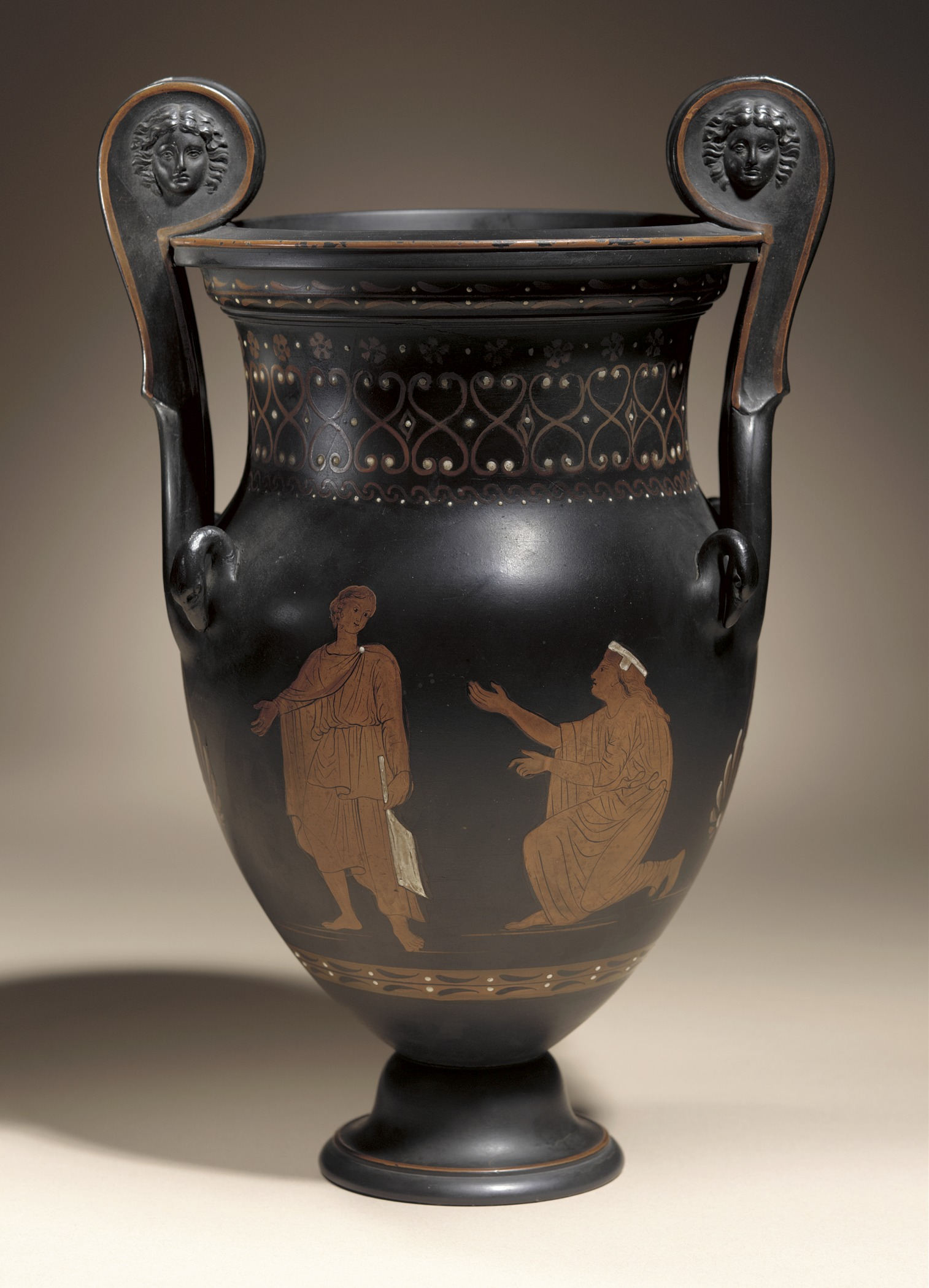
Jarrón cráter con voluta, c. 1780 , utilizando una variedad de técnicas para imitar la antigua pintura ateniense de vasos de figuras rojas.
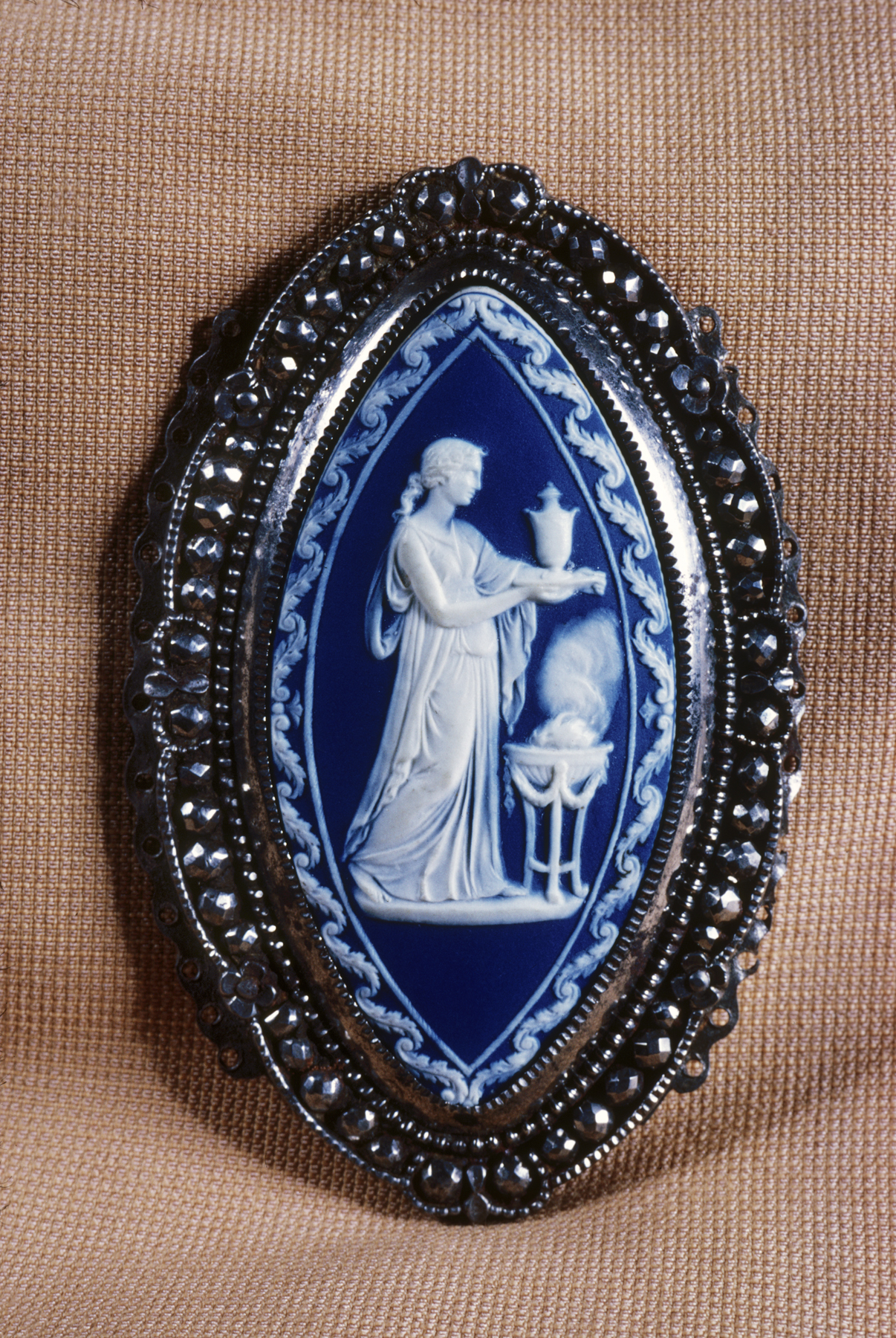
Cierre de cinturón diseñado por Lady Templeton y Emma Crewe,[28] 1780-1800, el engaste quizás sea de Matthew Boulton.
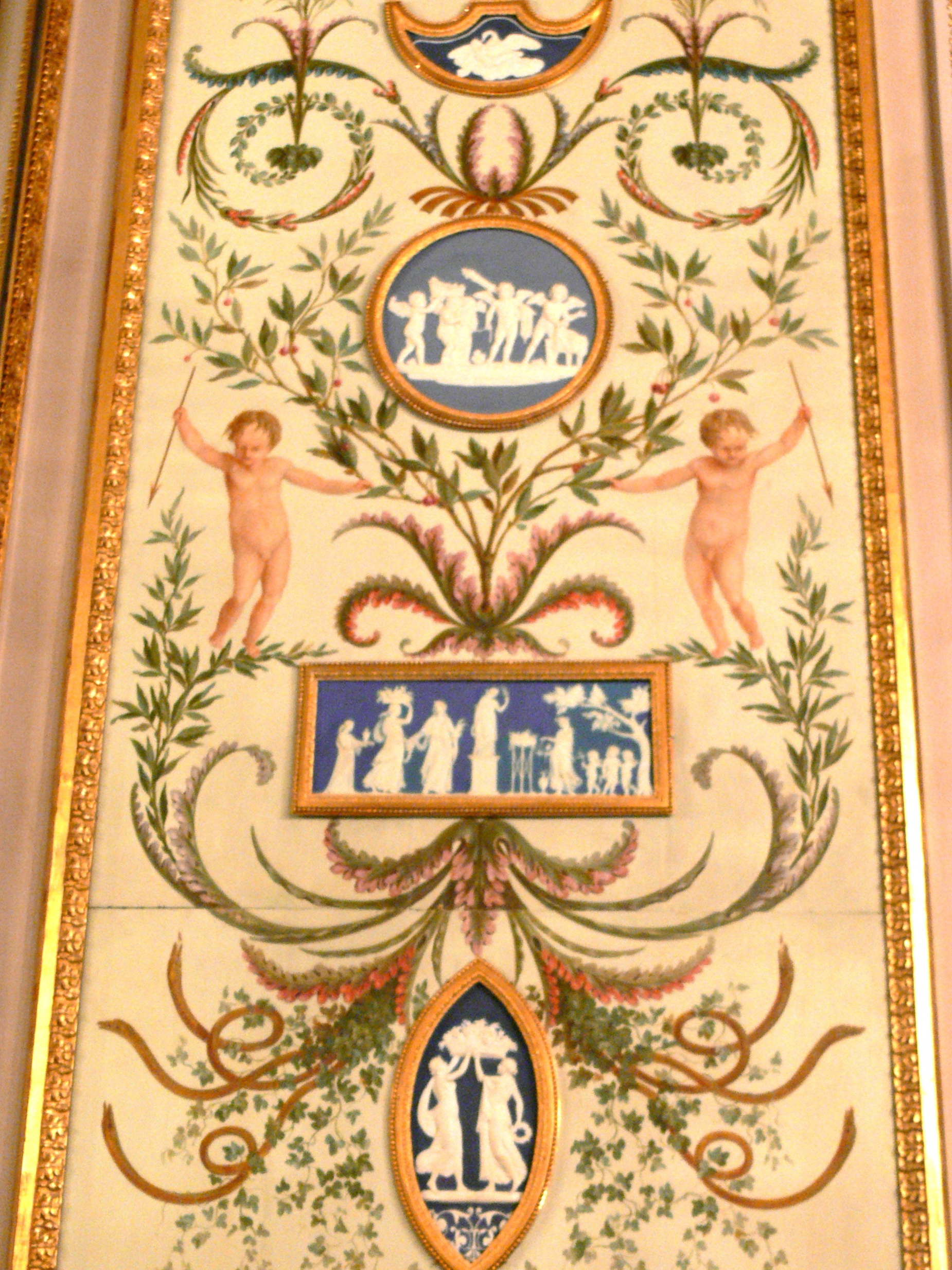
Sala Wedgwood con placas de jaspe, en el Palacio Erzherzog Albrecht de Viena

## Después de Josiah

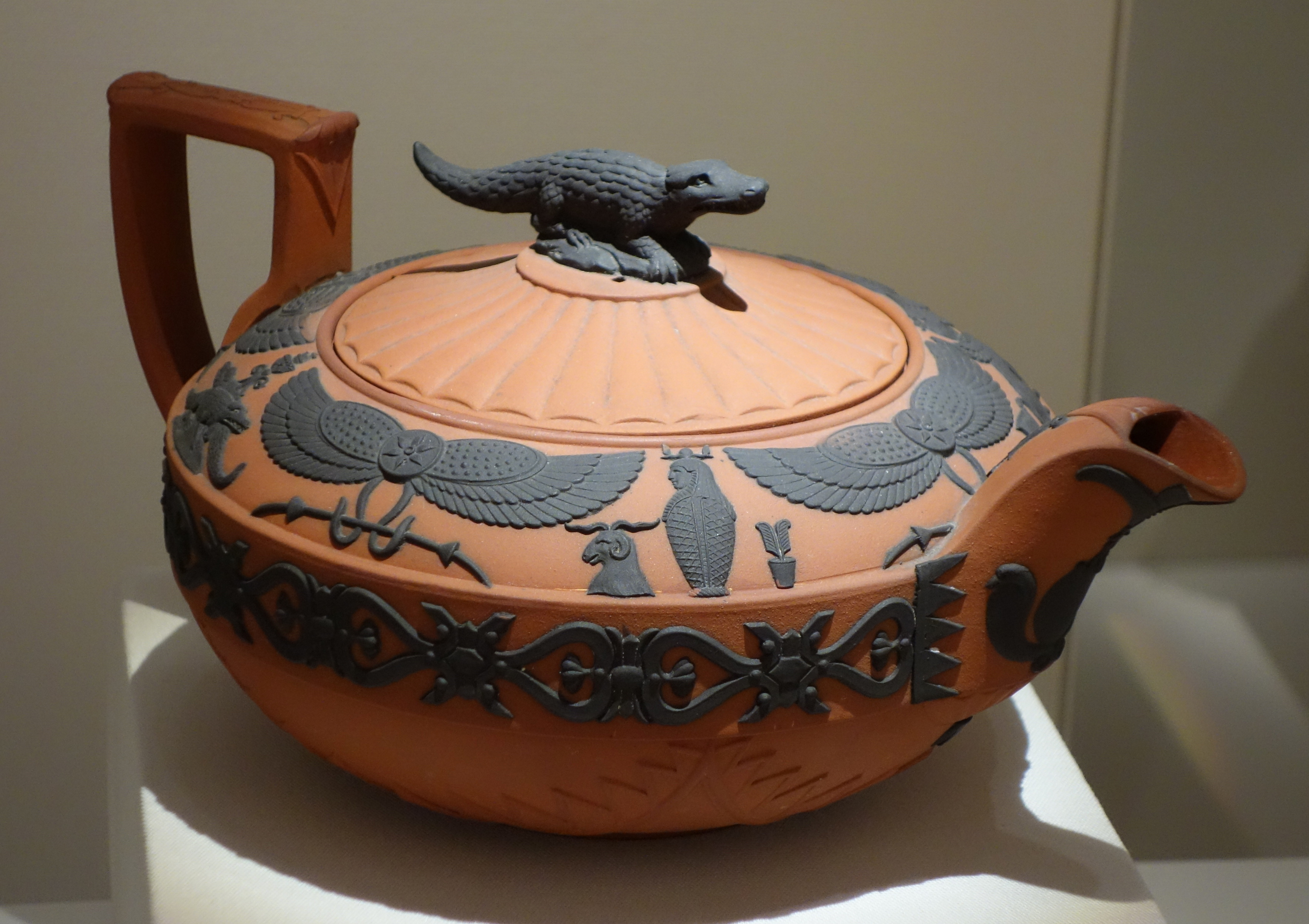
Tetera, 1805-1815, cerámica Rosso Antico, estilo renacentista egipcio

La empresa perdió algo de impulso después de la muerte de Bentley en 1780 y la jubilación de Josiah Wedgwood en 1790 (murió en 1795). En 1800 contaba con unos 300 empleados en Staffordshire. Las guerras napoleónicas hicieron imposible la exportación a Europa durante largos períodos y dejaron los mercados de exportación desordenados. Thomas Byerley, sobrino de Josiah, se convirtió en socio y estuvo principalmente a cargo durante algunos años, ya que los hijos de Josiah , John, conocido como Jack, y Josiah II ("Joss"), que se unieron a la empresa recién cuando Josiah I se jubiló, habían desarrollado otros intereses, en particular la horticultura. Después de Waterloo, en 1815, se produjo una caída drástica de las exportaciones vitales a América. La muerte de Byerley en 1810 obligó a los hermanos a afrontar la realidad de la situación financiera, ya que necesitaban comprar la parte de su viuda. Entre los socios y otros deudores, la empresa tenía una deuda de aproximadamente £67.000, una suma enorme. Joss compró la parte de Jack y continuó como único propietario.
Wedgwood continuó creciendo bajo la dirección de Jack y su hijo Francis Wedgwood, y en 1859 la fábrica contaba con 445 empleados. Además de las versiones actualizadas de artículos del siglo anterior, las cerámicas para baño, como lavabos y lavabos, habían sido importantes en las últimas décadas, y la reputación de Wedgwood en materia de innovación técnica y de diseño se había hundido considerablemente. Sin embargo, introdujeron porcelana (ver abajo), cerámica lustrosa en 1810, una forma de cerámica de Paros que llamaron "Carrara" en 1848 y una "Porcelana de piedra" a partir de 1827 aproximadamente, la última de las cuales no fue especialmente exitosa. El neoclasicismo ya no estaba tan de moda y una respuesta fue añadir esmaltes florales a las piezas de basalto negro a partir de alrededor de 1805. Godfrey Wedgwood, bisnieto de Josiah I, se convirtió en socio en 1859 y tuvo un éxito considerable al revivir la empresa en ambas áreas, en lo que en general fue un período exitoso para la cerámica británica.[cita requerida]

### Porcelana

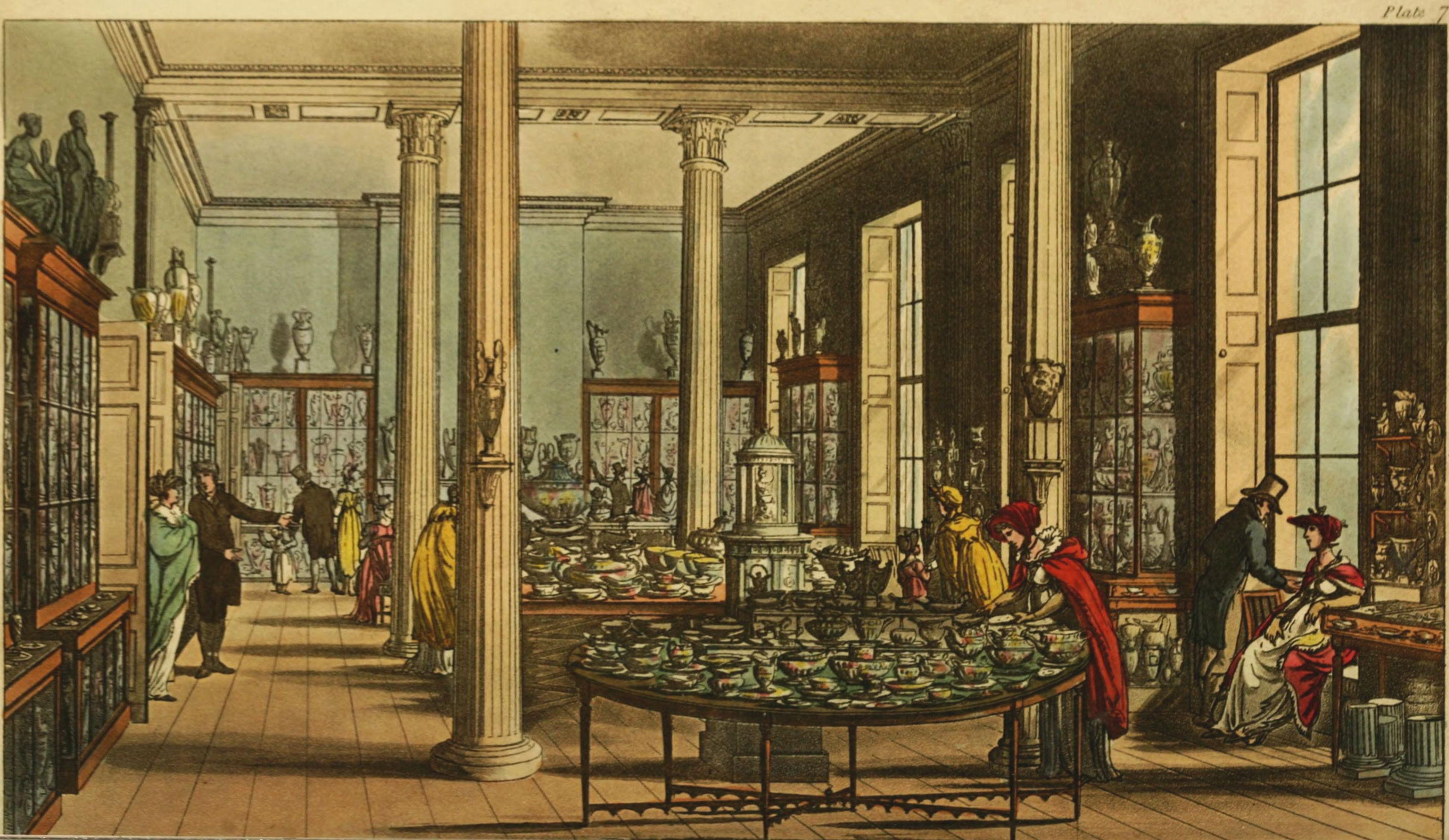
Wedgwood & Byerley en St James's Square; la sala de exposiciones de Londres en 1809

Las primeras décadas de éxito de Wedgwood se debieron a la producción de artículos que se parecían mucho a la porcelana y tenían prácticamente las mismas cualidades, aunque no eran tan resistentes ni tan translúcidos. Durante la vida de Josiah y algún tiempo después, Wedgwood no fabricó porcelana. Las fábricas europeas tuvieron un éxito creciente con la porcelana, tanto de pasta blanda en Inglaterra y Francia, como de pasta dura principalmente en Alemania, que todavía competían con la porcelana de exportación japonesa y china, que era muy popular, aunque cara, en Europa. Hacia finales del siglo XVIII, otros fabricantes de Staffordshire introdujeron la porcelana china como alternativa a la delicada y translúcida porcelana china.
En 1811, Byerley, como gerente de la tienda de Londres, le escribió a Stoke: "Todos los días nos piden vajilla de porcelana; nuestras ventas serían inmensas si tuviéramos alguna; la vajilla de barro está bastante pasada de moda...", y en respuesta, en 1812, Wedgwood produjo por primera vez su propia porcelana china, con pintura a mano. Sin embargo, el gusto del West End tal vez no representara todos los mercados de Wedgwood, y no fue el enorme éxito comercial prometido y, después de pensar en hacerlo en 1814, la firma finalmente dejó de producirlo en 1822. Pero cuando se restableció en 1878, finalmente se convirtió en una parte importante de la producción.
Siglo XIX

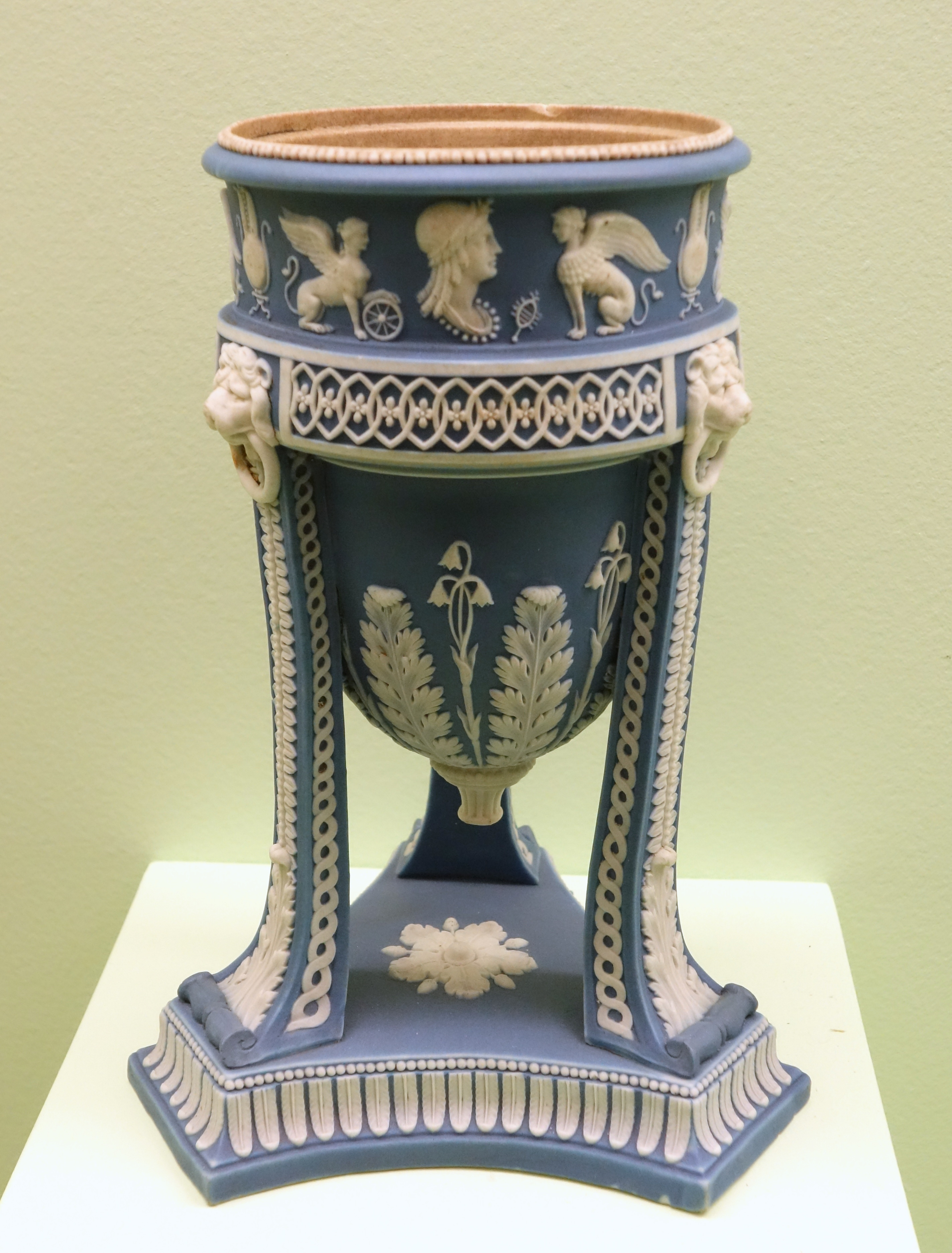
Jarrón trípode de jaspe de estilo Imperio, c. 1805
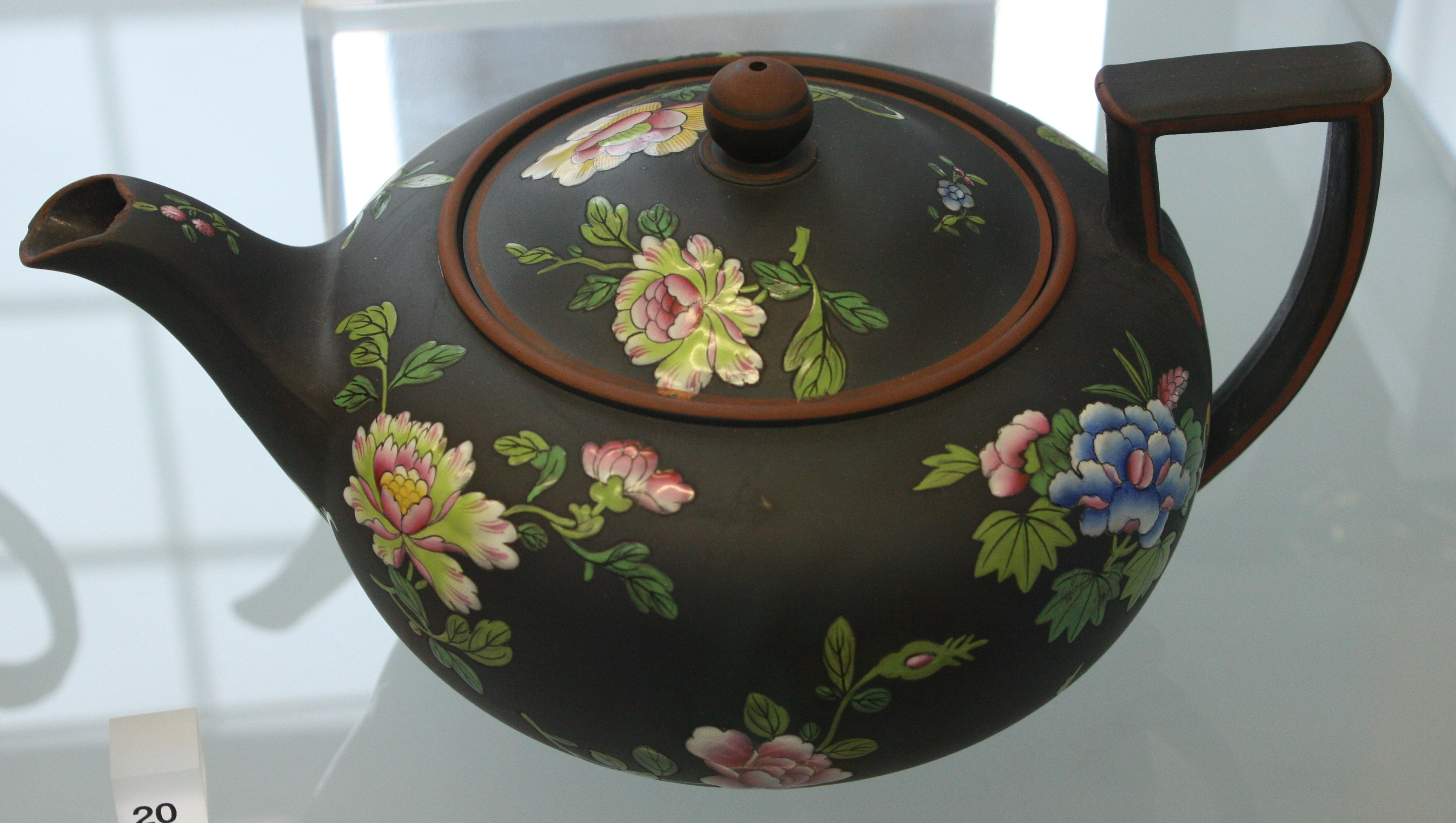
Tetera de basalto negro con flores chinas, c. 1820
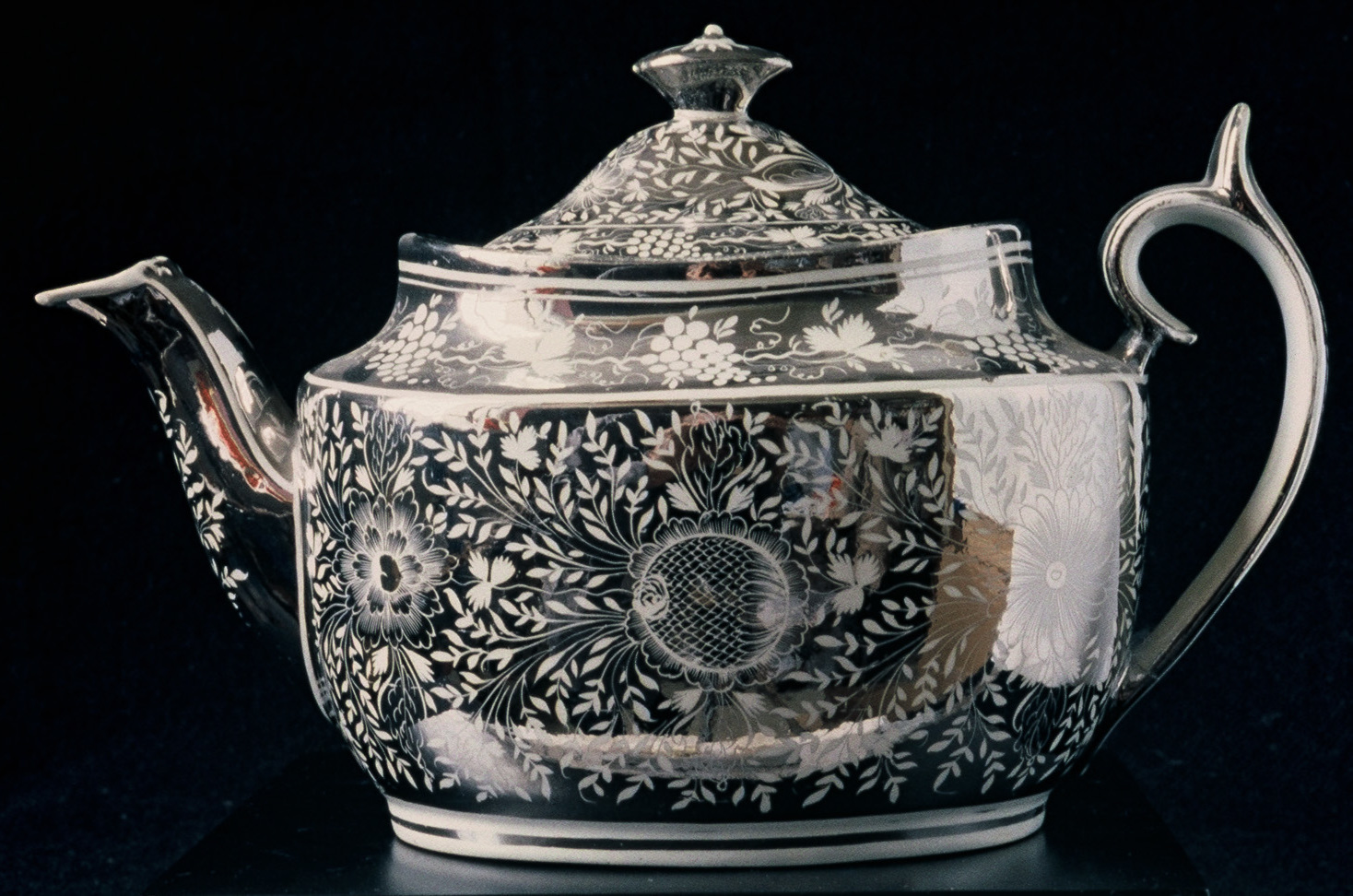
Tetera de loza plateada, principios del siglo XIX
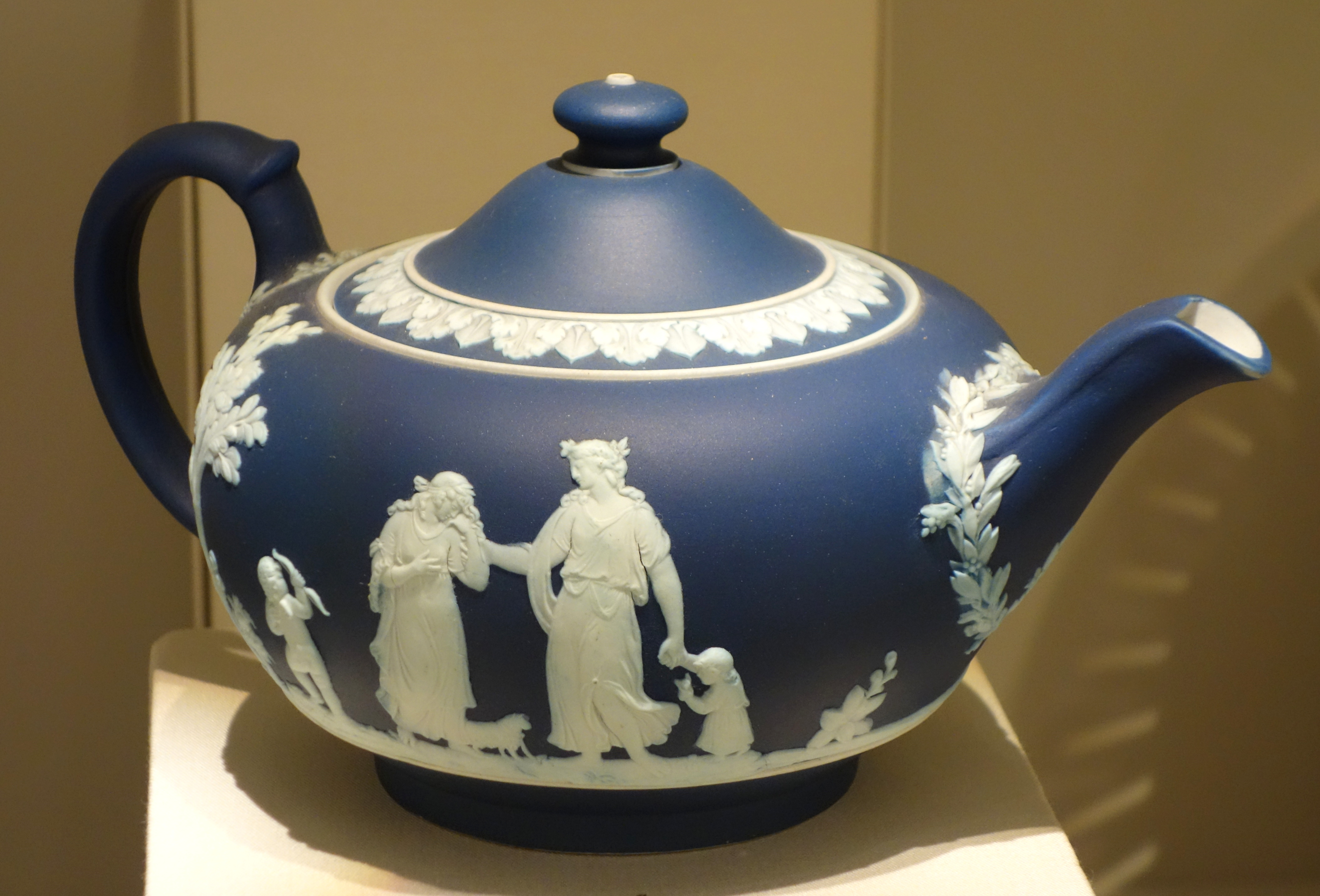
Jaspe azul Portland, c. 1840
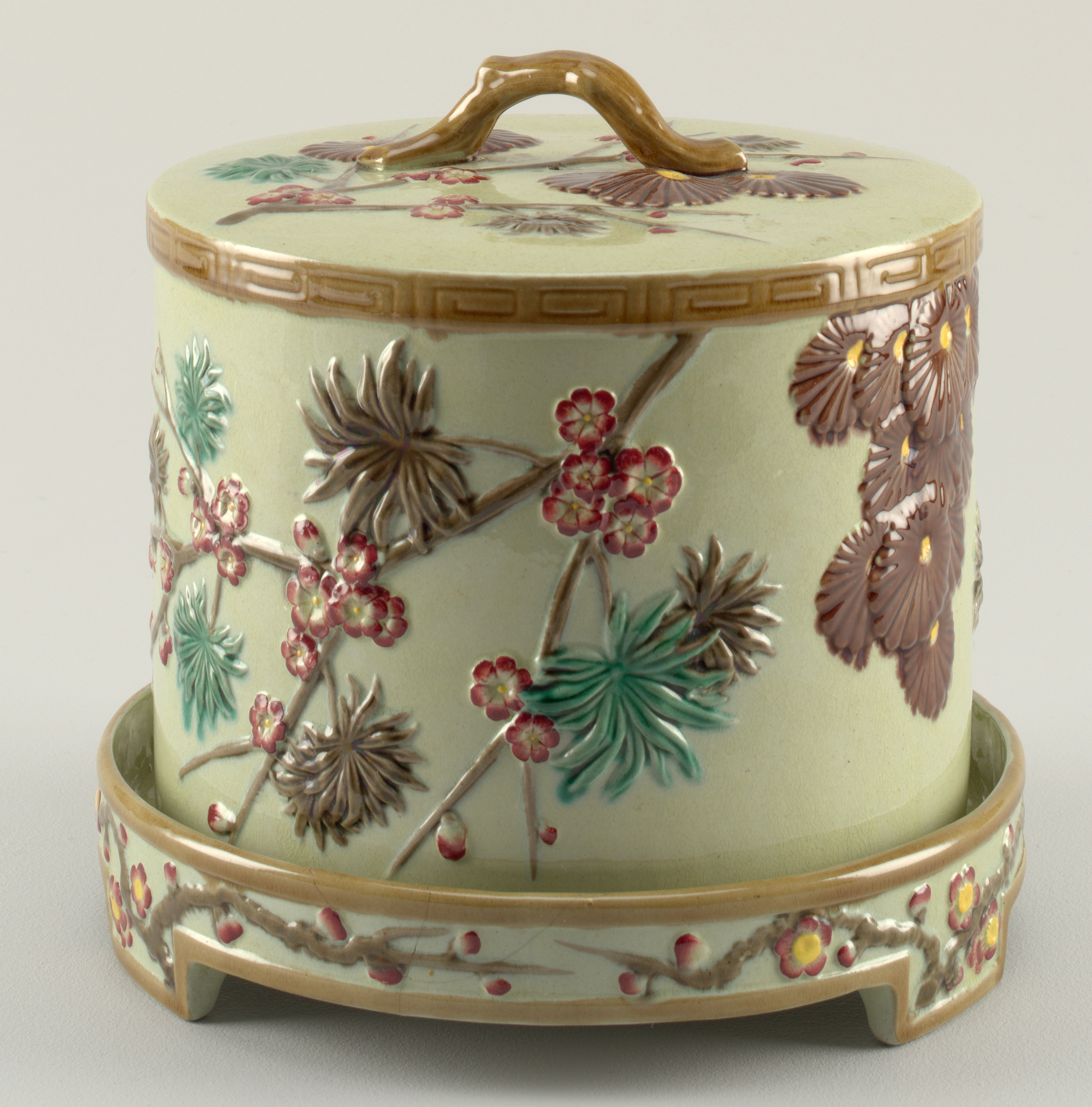
Plato y tapa de mayólica victoriana (¿para queso?), c. 1880

## Artistas que trabajaron con Wedgwood

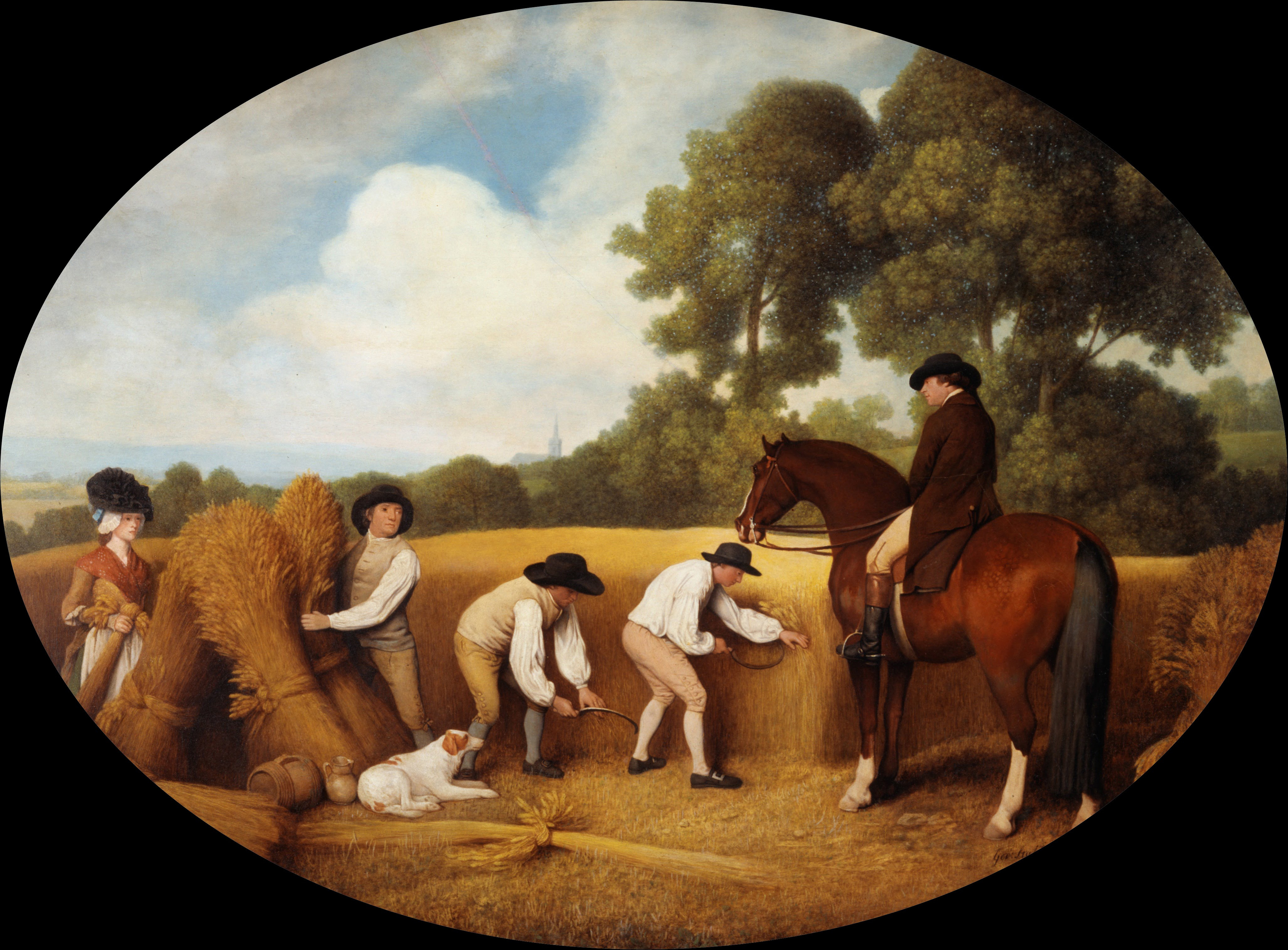
George Stubbs, Segadores, esmaltes sobre una placa de barro, 1795.

Desde muy temprano, Josiah Wedgwood estuvo decidido a mantener altos estándares artísticos, lo que fue una parte importante de sus esfuerzos por atraer al segmento superior del mercado con cerámica en lugar de artículos de porcelana. Para ello confió considerablemente en Bentley en Londres, como se desprende de su correspondencia. Al igual que ocurre con otras cerámicas, los diseños de los grabados fueron copiados muy a menudo.[cita requerida]
- William Hackwood trabajó para Wedgwood desde 1769 hasta 1832, comenzó a los 13 años aproximadamente, pero después de algunos años se convirtió en el modelista principal de la fábrica, terminando y haciendo los moldes para los diseños de otros y esculpiendo los suyos propios.[35]
- John Flaxman (Junior), que entonces tenía 19 años pero ya era un escultor entrenado que exponía en la Real Academia, fue empleado como modelista y diseñador a partir de 1775, principalmente de relieves en ambos casos. Trabajó durante los siguientes 12 años principalmente para Wedgwood, alojándose en Londres y enviando modelos en cera sobre trozos de pizarra o vidrio a Stoke. "Las Horas Danzantes" es quizás su diseño más conocido. Su padre, John Flaxman Senior, fabricaba y vendía moldes de yeso en una tienda de Londres, y en 1770 ya suministraba algunos a Wedgwood.[36]
- Las damas aristocráticas que produjeron diseños, muchos de ellos en una versión "romántica" más suave del estilo neoclásico, fueron Lady Elizabeth Templetown, Emma Crewe y Lady Diana Beauclerk; estos también fueron en su mayoría para relieves de jaspe.[37]
- Henry Webber, un escultor capacitado, fue empleado en Etruria en 1782, después de ser recomendado por Sir William Chambers y Sir Joshua Reynolds, convirtiéndose en escultor jefe en 1785, puesto que ocupó hasta 1806.[38] Trabajó en la réplica del Jarrón Portland, y con Flaxman y "Jack" (Josiah II) fue enviado a Italia en un Gran Viaje para el joven, y también para estudiar el establecimiento de un estudio de modelado en Roma, que fue creado por Webber en 1788. Flaxman, que permaneció en Roma como artista independiente, aceptó supervisarlo a tiempo parcial.[39]
- George Stubbs no fue empleado de Wedgwood, pero hacia el final de su carrera desarrolló un interés por la pintura con esmaltes y persuadió a Wedgwood para que le hiciera placas nuevas y de gran tamaño para que las usara. Sus pinturas sobre estas tierras no tuvieron éxito en su época, pero hoy gozan de gran prestigio.[cita requerida]

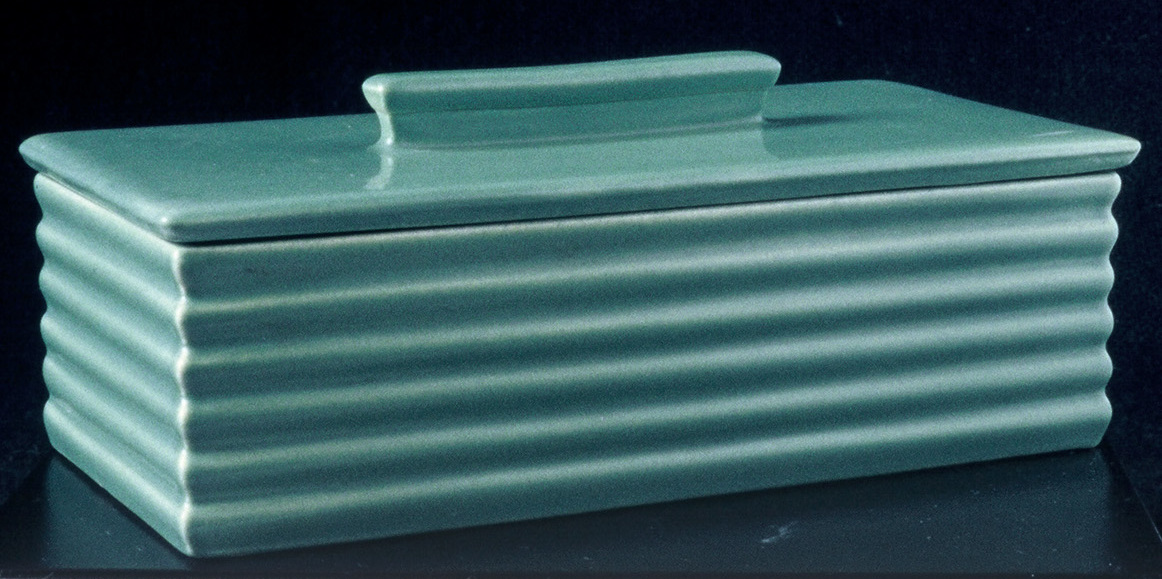
Caja de cigarrillos de Keith Murray, c. 1935

- Giuseppe Ceracchi, escultor italiano, en Inglaterra entre 1773 y 1781.[cita requerida]
- William Blake trabajó en el grabado para los catálogos de porcelana de Wedgwood en 1815.[40]
- Emile Lessore llegó a Inglaterra en 1858 como pintor de cerámica establecido y después de unos meses en Mintons se unió a Wedgwood. Su especialidad eran las pinturas de esmalte, en su mayoría paisajes, sobre placas, que alcanzaban precios muy elevados. A él y a su familia no les gustaba vivir en Staffordshire y en 1867 regresó a Francia, pero Wedgwood continuó utilizándolo, enviándole cartuchos de fogueo para que los devolvieran y los dispararan, hasta su muerte en 1876. Dos de sus nietas, Therese Lessore y Louise Powell, pintaron más tarde para la firma.[41]
- Daisy Makeig-Jones se unió a Wedgwood como aprendiz de pintora en 1909, y en 1915 se lanzó su gama "Fairyland Lustre". Este libro fue muy popular en ambos lados del Atlántico hasta la Gran Depresión ; ahora se colecciona con entusiasmo.[42]
- En la década de 1930, Keith Murray diseñó en un estilo ampliamente Art Decó.[cita requerida]
- Eric Ravilious diseñó una serie de piezas populares, como tazas, desde 1936 hasta la Segunda Guerra Mundial (durante la cual murió).[cita requerida]
- Jasper Conran, quien diseñó por primera vez para Wedgwood en 2001, fue uno de los dos directores artísticos en 2019.[cita requerida]

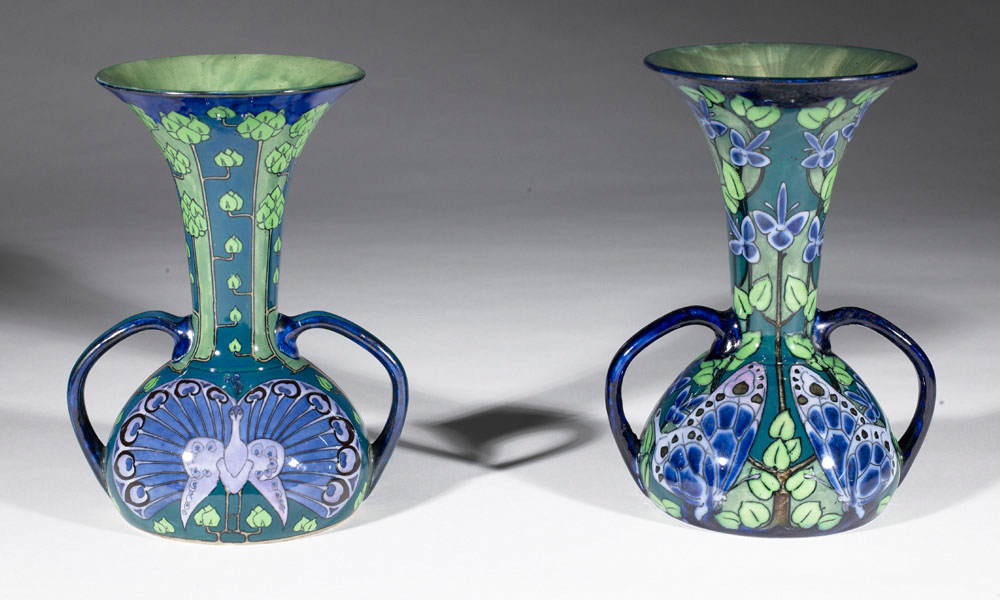
Jarrones diseñados por Courtney Lindsay, mezclando decoración impresa y pintada, 1900-1901
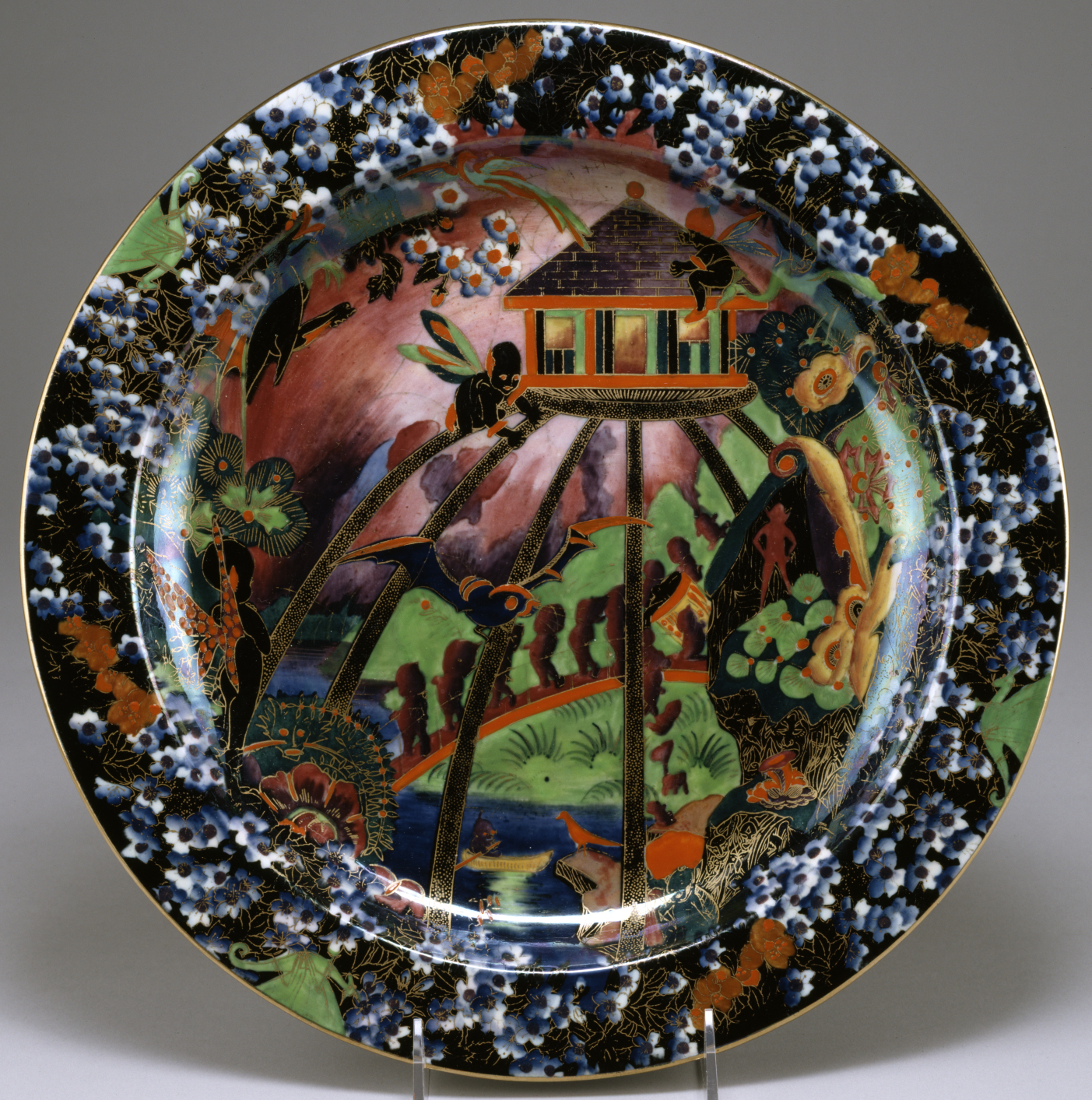
Plato de la gama de loza lustrosa "Fairyland", diseñado por Daisy Makeig-Jones, 1915-1930
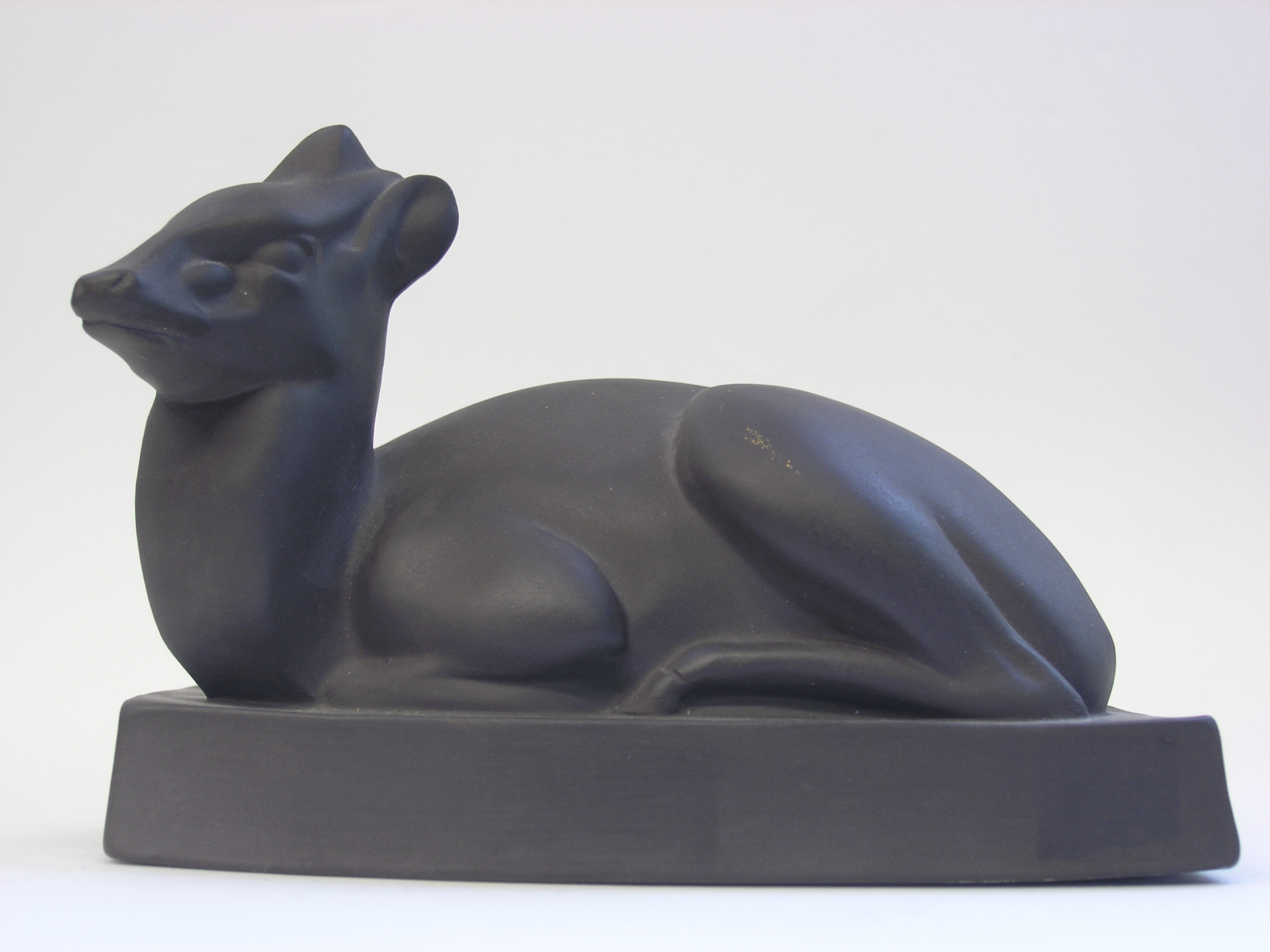
Una de las figuras de animales diseñadas por John Skeaping, a principios del siglo XX.
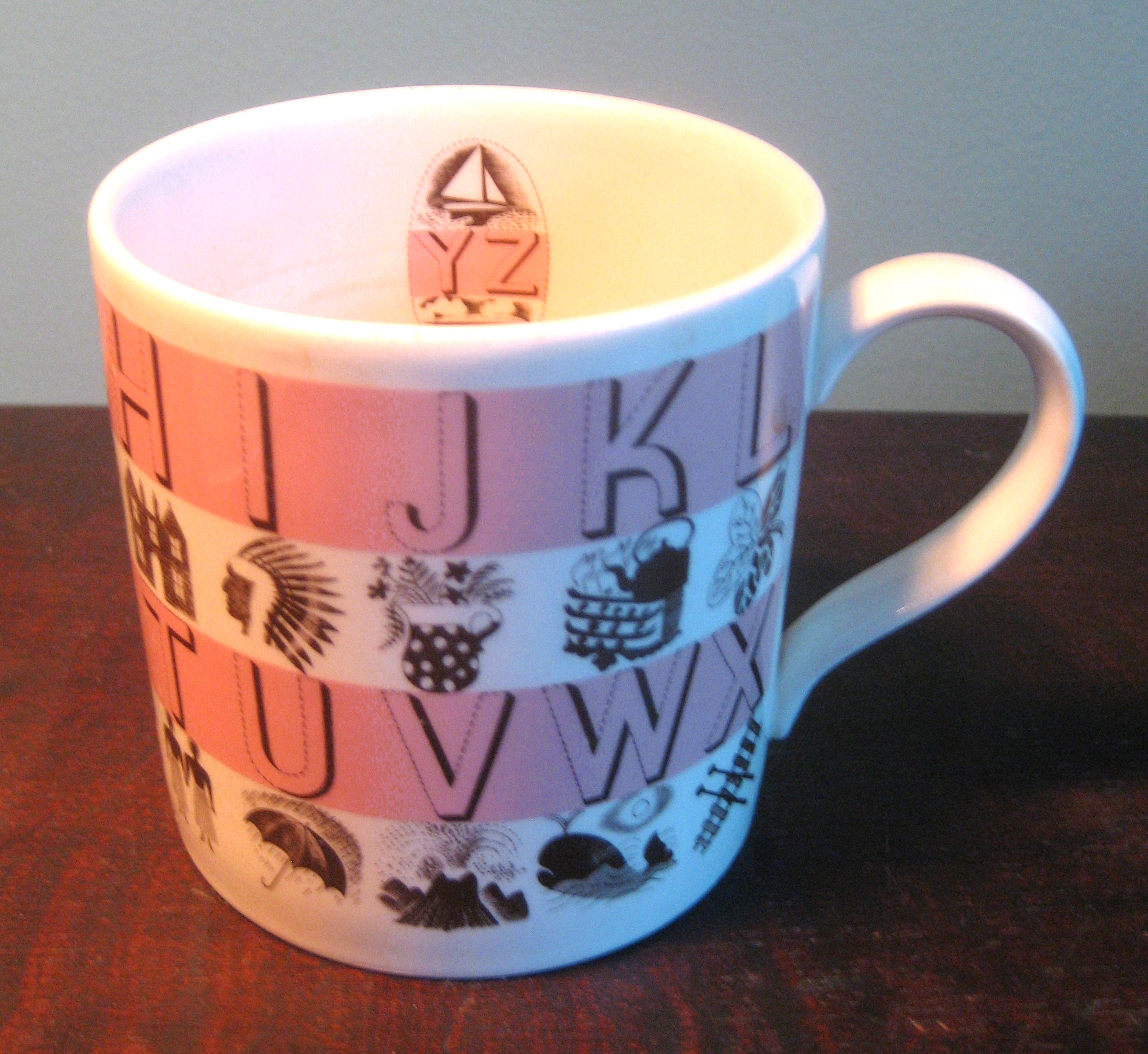
Eric Ravilious, taza con el alfabeto de Wedgwood, diseñada en 1937
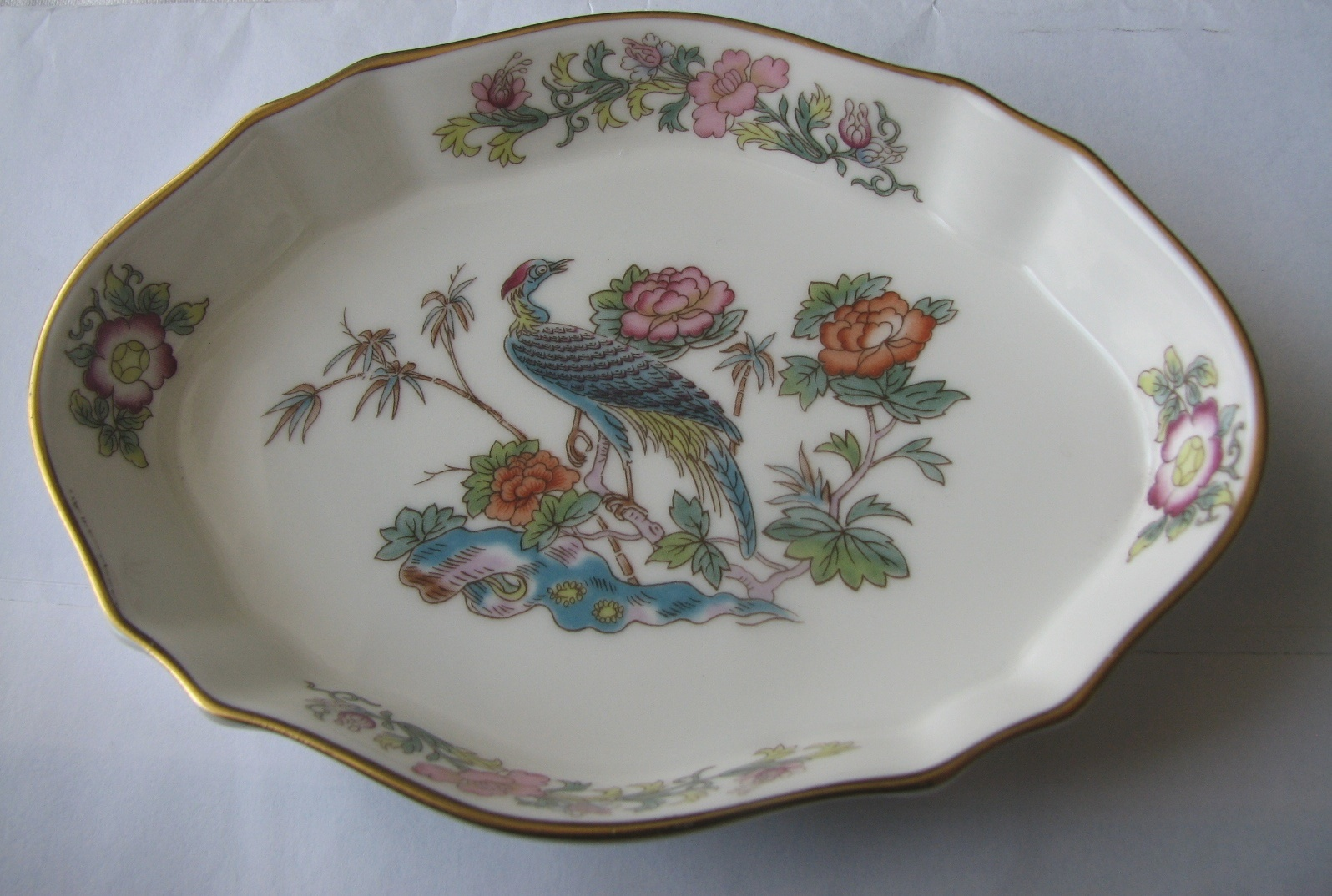
Moderno diseño de grulla Wedgwood Kutani, en porcelana fina

## Propiedad

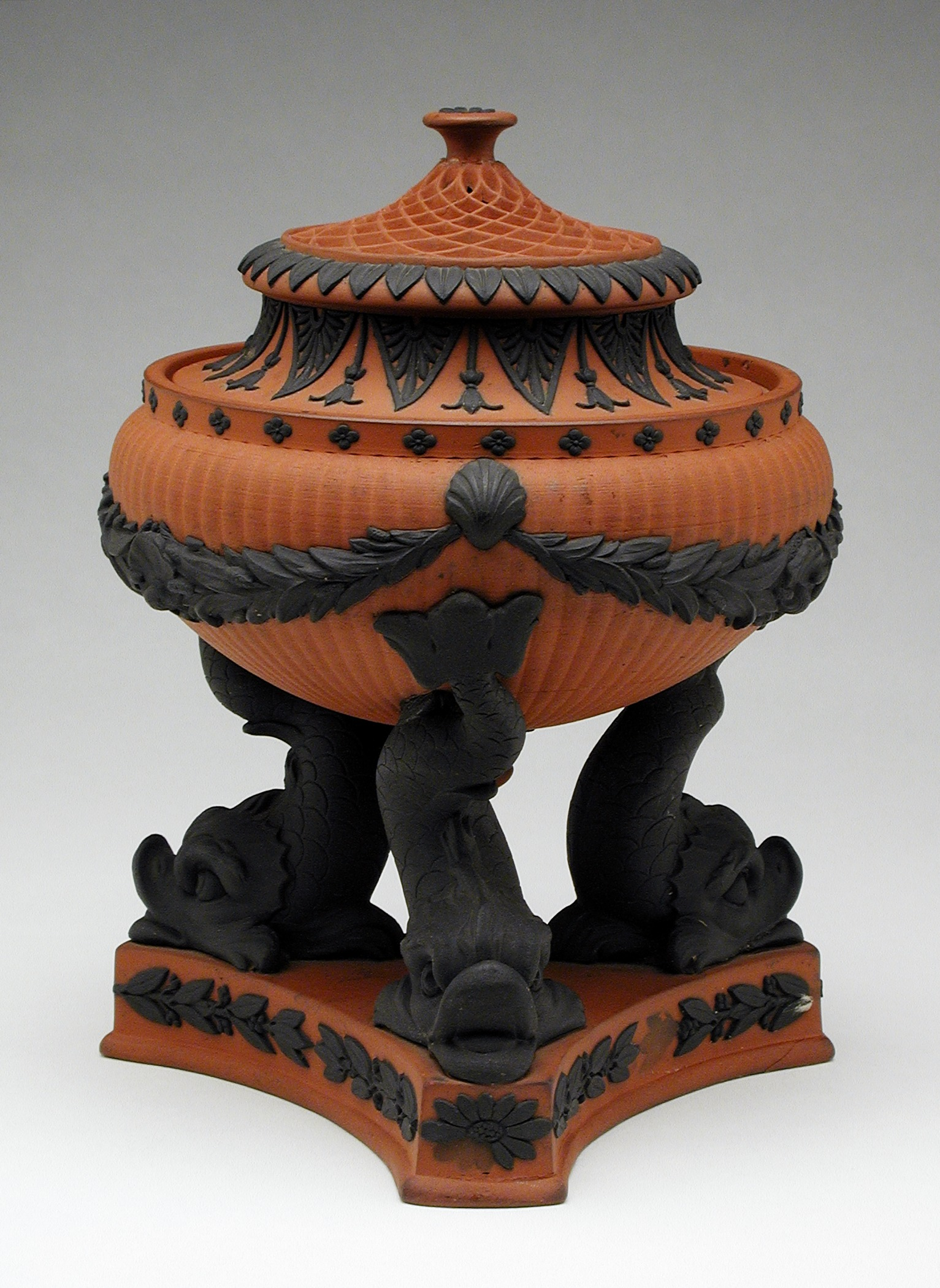
Quemador de pastillas trípode de gres seco, 1830-1850

### Familia Wedgwood
Josiah Wedgwood también fue patriarca de la familia Darwin-Wedgwood. Muchos de sus descendientes estuvieron estrechamente involucrados en la gestión de la empresa hasta el momento de la fusión con la Waterford Company:
- John Wedgwood, hijo mayor de Josiah I, fue socio de la empresa desde 1790 hasta 1793 y nuevamente desde 1800 hasta 1812.[cita requerida]
- Josiah Wedgwood II o "Jack" (1769–1843), segundo hijo de Josiah I, sucedió a su padre como propietario en 1795 e introdujo la producción de porcelana china por parte de la compañía Wedgwood.[cita requerida]
- Josiah Wedgwood III (1795–1880), hijo de Josiah II, fue socio de la empresa desde 1825 hasta que se jubiló en 1842.[cita requerida]
- Francis Wedgwood, hijo de Josiah II, fue socio de la empresa desde 1827 y propietario único después de la muerte de su padre hasta que se unieron sus propios hijos. Las dificultades económicas le llevaron a poner en venta poco después de hacerse cargo de la empresa su fábrica de Etruria y la casa familiar Etruria Hall, pero sólo se vendió la sala. Continuó como socio principal hasta su jubilación en Barlaston Hall en 1876.[cita requerida]

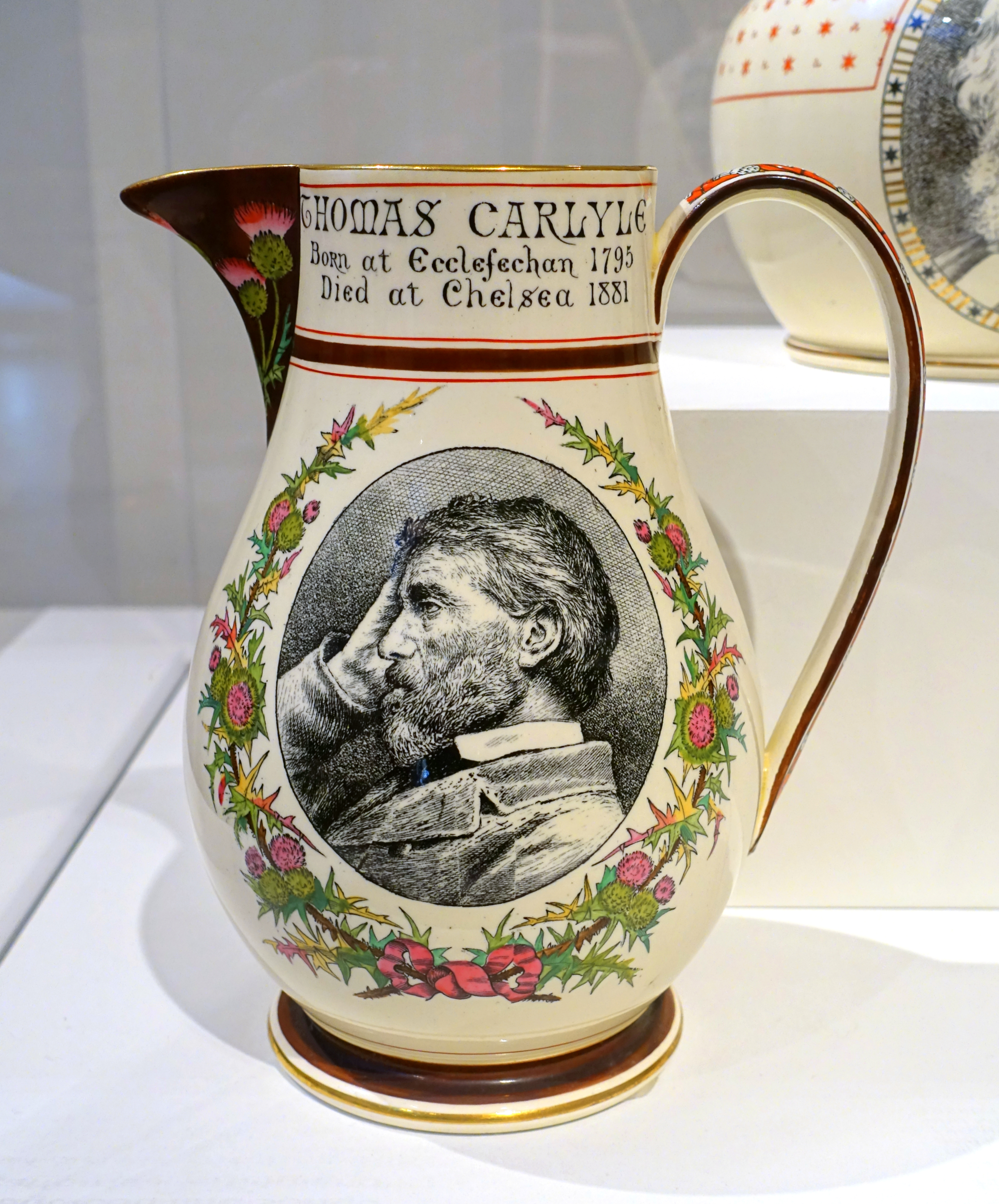
Jarra conmemorativa de loza de Thomas Carlyle, 1881. La decoración floral está pintada a mano sobre un contorno impreso.

- Godfrey Wedgwood (1833–1905), hijo de Francis Wedgwood, fue socio de la empresa entre 1859 y 1891. Él y sus hermanos fueron responsables de la reintroducción de la porcelana china en 1878.[cita requerida]
- Clement Wedgwood (1840–1889), hijo de Francis Wedgwood, fue socio.[cita requerida]
- Laurence Wedgwood (1844–1913), hijo de Francis Wedgwood, fue socio.[cita requerida]
- El mayor Cecil Wedgwood DSO (1863-1916), hijo de Godfrey Wedgwood, socio desde 1884, primer alcalde del municipio federado del condado de Stoke-on-Trent (1910-1911), fue presidente y director general de Wedgwood hasta su muerte en batalla en 1916.[cita requerida]
- Kennard Laurence Wedgwood (1873-1949), hijo de Laurence Wedgwood, fue socio. En 1906, viajó a Estados Unidos y abrió la oficina de la firma en Nueva York, que en 1919 se convirtió en Josiah Wedgwood and Sons USA, una filial constituida.[cita requerida]
- Francis Hamilton Wedgwood (1867–1930), hijo mayor de Clement Wedgwood, fue presidente y director general desde 1916 hasta su repentina muerte en 1930.[cita requerida]
- Josiah Wedgwood V (1899-1968), nieto de Clement Wedgwood e hijo de Josiah Wedgwood, primer barón Wedgwood, fue director general de la empresa desde 1930 hasta 1968 y se le atribuye un cambio radical en su trayectoria. Fue responsable de la acertada decisión de trasladar la producción a una moderna fábrica construida específicamente para este fin en un entorno rural de Barlaston. Fue diseñada por Keith Murray en 1936 y construida con la ayuda de Norman Wilson (padre del escritor A. N. Wilson) entre 1938 y 1940.[43] Fue sucedido como director general por Arthur Bryan (más tarde Sir Arthur), quien fue el primer no miembro de la familia Wedgwood en dirigir la empresa,[cita requerida] y también por Wilson. Bryan convenció a la familia Wedgwood para que sacara la empresa a la Bolsa de Londres en 1967, decisión a la que Wilson se opuso.[44]

Otras cerámicas "Wedgwood"
Ralph Wedgwood, presumiblemente un primo, fabricó productos de alta calidad en Burslem desde aproximadamente 1790 hasta probablemente 1796, marcados como "Wedgwood & Co", un nombre nunca utilizado por la empresa principal. Luego se unió a William Tomlinson & Co., una firma de Yorkshire, que rápidamente abandonó su propio nombre y utilizó "Wedgwood & Co" hasta que se fue en 1801. Ese nombre fue revivido por Enoch Wedgwood (1813–1879), un primo lejano del primer Josiah, quien utilizó Wedgwood & Co a partir de 1860. En 1980, Josiah Wedgwood & Sons se hizo cargo del negocio.[cita requerida]
Otros alfareros utilizaron marcas descaradamente engañosas: "Wedgewood", "Vedgwood", "J Wedg Wood", todas en piezas de inferior calidad.

### Consolidación de las décadas de 1960 y 1970
En 1968, Wedgwood compró muchas otras alfarerías de Staffordshire, incluidas Mason's Ironstone, Johnson Brothers, Royal Tuscan, William Adams & Sons, J. &amp; G. Meakin y Crown Staffordshire. En 1979, Wedgwood compró la división Franciscan Ceramics de Interpace en los Estados Unidos. La planta de Los Ángeles cerró en 1984 y la producción de la marca Franciscan se trasladó a Johnson Brothers en Gran Bretaña. En 1986, Waterford Glass Group plc compró Wedgwood plc, formando la empresa Waterford Wedgwood plc.[cita requerida]

### Waterford Wedgwood

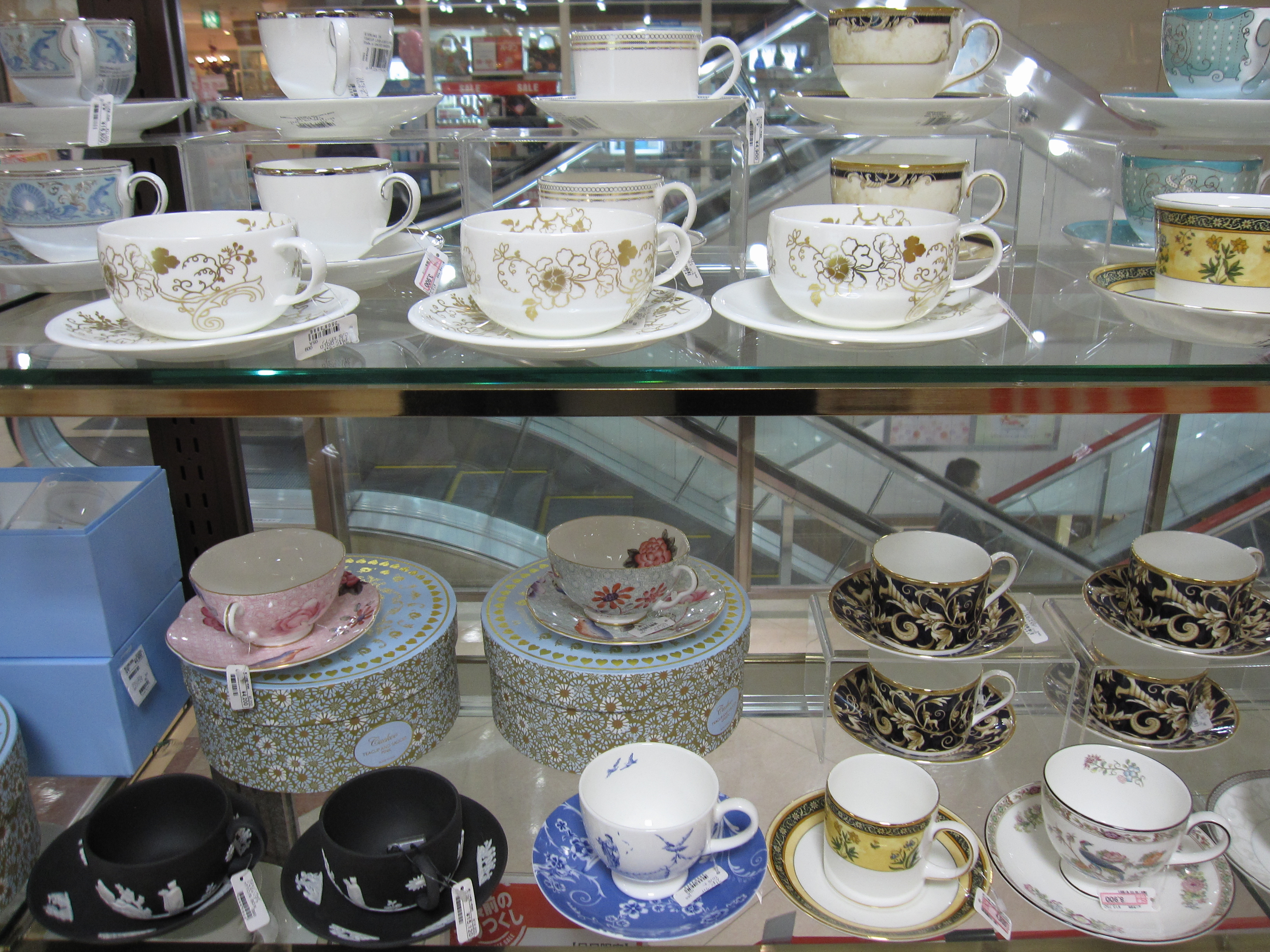
Artículos de té Wedgwood en unos grandes almacenes japoneses, 2011

En 1986, Waterford Glass Group plc compró Wedgwood plc por 360 millones de dólares, y Wedgwood obtuvo una ganancia de 38,7 millones de dólares en 1998 (mientras que Waterford perdió 28,9 millones de dólares), después de lo cual el grupo pasó a llamarse Waterford Wedgwood plc. Desde principios de 1987 hasta principios de 1989, el director general fue Patrick Byrne, anteriormente de Ford, quien luego pasó a ser director general de todo el grupo. Durante este tiempo, vendió negocios no esenciales y redujo la gama de patrones Wedgwood de más de 400 a alrededor de 240. A finales de la década de 1990, el director general era Brian Patterson. Desde el 1 de enero de 2001, el director general adjunto fue Tony O'Reilly, Junior, quien fue designado director general en noviembre del mismo año y renunció en septiembre de 2005. Fue sucedido por la entonces presidenta de Wedgwood USA, Moira Gavin, hasta que la empresa entró en administración en enero de 2009.[cita requerida]
En 2001, Wedgwood lanzó una colaboración con el diseñador Jasper Conran, que comenzó con una colección de porcelana fina blanca y luego se expandió para incluir siete patrones. En marzo de 2009, KPS Capital Partners adquirió los activos del grupo Waterford Wedgwood. Los activos, incluidos Wedgwood, Waterford y Royal Doulton, se colocaron en WWRD Holdings Limited.[cita requerida]

### WWRD Holdings Limited
El 5 de enero de 2009, tras años de problemas financieros a nivel de grupo y después de una colocación de acciones fallida durante la crisis financiera de 2007-2008, Waterford Wedgwood fue puesta bajo administración sobre una base de "negocio en marcha", con 1.800 empleados restantes. El 27 de febrero de 2009, el síndico de Waterford Wedgwood, Deloitte, anunció que la firma de capital privado con sede en Nueva York KPS Capital Partners había comprado ciertos activos irlandeses y británicos de Waterford Wedgwood, y los activos de sus filiales irlandesas y británicas. KPS Capital Partners colocó a Wedgwood en un grupo de empresas conocido como WWRD, una abreviatura de "Waterford Wedgwood Royal Doulton".[cita requerida]
En 1995, Royal Doulton encargó una nueva fábrica en las afueras de Yakarta, Indonesia. Entre 2006 y 2008, Wedgwood comenzó a deslocalizar la mayor parte de su producción a Indonesia para reducir costos, mientras que la producción de Waterford se trasladó a Europa del Este. En 2009, la fábrica de Yakarta empleaba a 1.500 personas y producía porcelana china con las marcas Wedgwood y Royal Doulton. Se informó que la producción anual era de 5 a 7 millones de piezas. Para reducir costes, la mayor parte de la producción de ambas marcas se ha transferido a Indonesia, y sólo un pequeño número de productos de alta gama continúan fabricándose en el Reino Unido.
En mayo de 2015, Fiskars, un fabricante finlandés de productos para el hogar, acordó comprar el 100% de las participaciones de WWRD. El 2 de julio de 2015, se completó la adquisición de WWRD por parte de Fiskars, incluidas las marcas Waterford, Wedgwood, Royal Doulton, Royal Albert y Rogaška. La adquisición fue aprobada por las autoridades antimonopolio de Estados Unidos.
En 2015, hubo denuncias de etiquetado engañoso, ya que los productos fabricados en la fábrica indonesia de la empresa se vendían con la etiqueta "Wedgwood England".

## Museos Wedgwood y Museum Trust

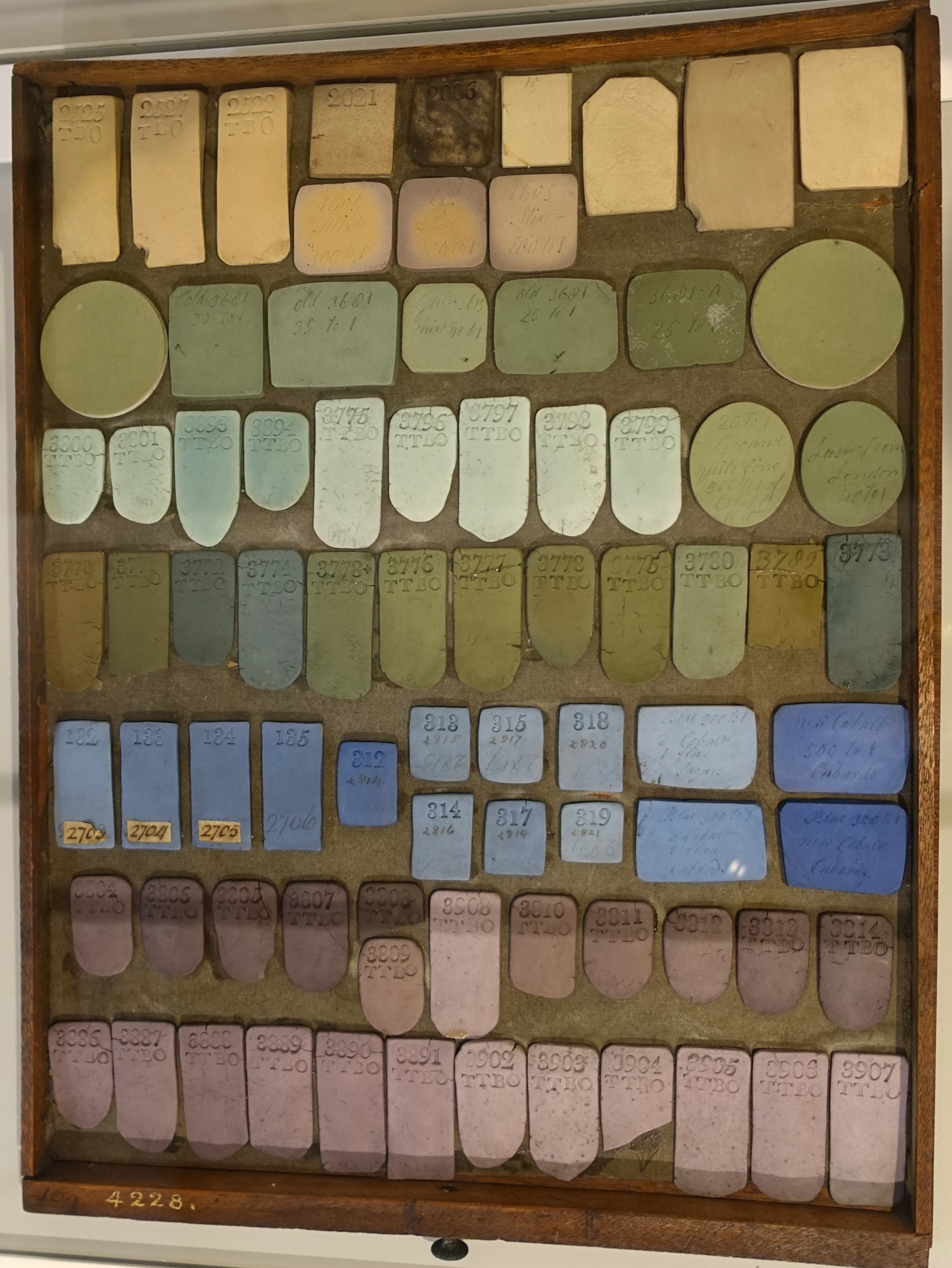
Piezas de prueba de jaspe, con números relacionados con el Libro de experimentos de Wedgwood, 1773-1776, Museo Wedgwood, Barlaston, Staffordshire.

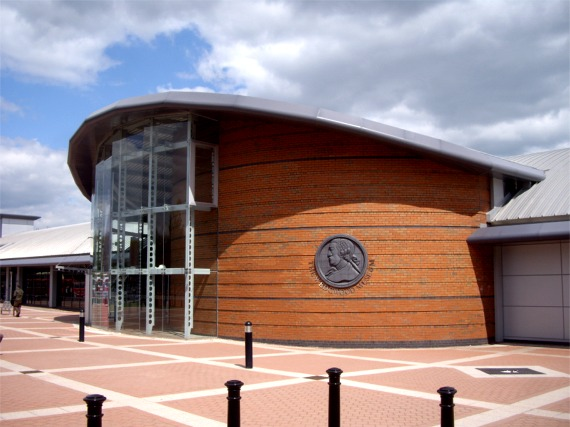
Exterior del Museo Wedgwood

El fundador de Wedgwood escribió ya en 1774 que deseaba haber conservado muestras de todas las obras de la compañía y comenzó a hacerlo. El primer museo formal se inauguró en mayo de 1906, con un conservador llamado Isaac Cook, en las obras principales (Etruria). El contenido del museo se almacenó durante la Segunda Guerra Mundial y se volvió a publicar en una galería de la nueva fábrica de Barlaston en 1952. En 1975 se construyó en Barlaston un nuevo centro de visitantes y museo especialmente diseñado para este fin, que fue remodelado en 1985. Las piezas se exhiben cerca de objetos procedentes de la antigua fábrica, en vitrinas de un período similar. Se añadió una sala de vídeo y una nueva tienda de regalos, así como un área de demostración ampliada, donde los visitantes podían ver cómo se fabricaba la cerámica. En 2000 se llevó a cabo otra renovación que costó 4,5 millones de libras, incluido el acceso a la fábrica principal.[cita requerida]
Junto al museo y al centro de visitantes hay un restaurante y un salón de té que sirve vajilla Wedgwood. El museo, gestionado por un fideicomiso específico, cerró en 2000 y el 24 de octubre de 2008 volvió a abrir sus puertas en un nuevo edificio valorado en varios millones de libras.[cita requerida]
En junio de 2009, el Museo Wedgwood ganó un premio del Fondo de Arte del Reino Unido para museos y galerías de arte por sus exhibiciones de cerámica, habilidades, diseños y artefactos de Wedgwood. En mayo de 2011, el archivo del museo fue inscrito en el Registro de la Memoria del Mundo del Reino Unido de la UNESCO.
La colección, con 80.000 obras de arte, cerámicas, manuscritos, cartas y fotografías, estuvo a punto de ser vendida para ayudar a satisfacer las deudas de pensiones heredadas cuando Waterford Wedgwood plc entró en quiebra en 2009. El Fondo de Lotería del Patrimonio, el Fondo de Arte, varios fideicomisos y empresas contribuyeron con donaciones para comprar la colección. El 1 de diciembre de 2014, la colección fue adquirida y donada al Victoria and Albert Museum. La colección seguirá en exhibición en el Museo Wedgwood gracias a un préstamo del Museo Victoria y Alberto.

### Archivo Minton
El Archivo Minton incluye documentos y dibujos de los diseños, la fabricación y la producción de la desaparecida empresa de cerámica Mintons. Fue adquirido por Waterford Wedgwood en 2005 junto con otros activos del grupo Royal Doulton. Finalmente, el Archivo fue donado por el Fondo de Arte a la Ciudad de Stoke-on-Trent, pero se previó que parte del material se exhibiría en Barlaston así como en el Museo de Cerámica y Galería de Arte.